# クレタ・アピ・インドネシア
クレタ・アピ・インドネシア（P.T. Kereta Api Indonesia）、通称PT KAI（KAI）とは、インドネシアの国有鉄道オペレーター。国有企業であり、国に線路使用料を支払って運行を行う。2019年、KAIは4億2900万人の旅客と4720万トンの貨物を輸送した。
日本では、インドネシア鉄道会社、インドネシア国鉄とも表記される。

## 歴史

### インドネシア独立前（オランダ領東インド）
インドネシアにおいて鉄道は、オランダ植民地時代の1867年6月17日に初めて運行開始した。オランダ東インド会社の許可を得たNederlandsch-Indische Spoorweg Maatschappij (オランダ・インド鉄道、NIS) がインドネシア初の鉄道会社であった。鉄道建設の最初の起工式は、ケミジェン村でルドルフ・アン・ヤン・ヴィルト男爵によって行われた。
1873年には中部ジャワの3都市、スマラン、ソロ(スラカルタ)、ジョグジャカルタが鉄道で結ばれた。1869年には、バタビアの Bataviasche Tramweg Maatschappij (BTM) によって馬車鉄道が開業した。インドネシア初の路面鉄道で軌間幅は1,188mmであった。オランダ領東インド政府が実施した自由主義政策により、活発に民間会社（以下私鉄）が鉄道建設が行われるようになった。後にジャワ島に設立された私鉄には、サマラン・ジョアナ鉄道（SJS）、スマラン・チェリボン鉄道（SCS）、セラジョエダル鉄道（SDS）、オースト・ジャワ鉄道（OJS）、パソエロアン鉄道（PsSM）、クディリ鉄道（KSM）、プロボリンゴ鉄道（PbSM）、モジョケルト鉄道（MSM）、マラン鉄道（MS）、マドエラ鉄道（MdrSM）などである。
これらの私鉄は政府からの財政援助を前提に経営されており、オランダ領東インドに大きな利益をもたらさなかった。そのため、植民地政府はボゴール(バイテンゾルフ)からスラバヤまでの鉄道を建設するためにStaatsspoorwegen（オランダ領東インド政府国鉄）を設立した。最初の路線は、1878年5月16日にスラバヤにて開通した。1894年にブイテンゾルグとスラバヤは、ようやく鉄道で結ばれた。
ジャワ島以外にも、アチェ州でもバンダ・アチェと港を結ぶ軌道幅1,067mm(狭軌)の鉄道建設が行われ、軍事目的で使用された。線路が南側に延伸されると750mmへ改軌された。その後、アチェ州で比較的平和が保たれた後、1916年1月1日にこの路線の所有権は陸軍省から植民地省に移管された。スマトラ島西海岸（1891～1894年に建設）や南スマトラ州（1914～1932年に建設）にも鉄道路線が敷設されたが、石炭鉱山から港まで輸送するための鉱山鉄道として使われた。
北スマトラ州のデリ地区では、主にゴムとタバコを輸送するDeli Spoorweg Maatschappij（Deli Railway Company、デリ鉄道）が開業している。1922年7月から1930年にかけて、大規模なプロジェクトとしてボルネオ島とスラウェシ島と南スラウェシ島での鉄道の建設が計画され、スマトラ島での路線の延伸による接続、ジャワ島の主要路線の電化が行われた。しかし、世界恐慌により中止された。未完で終わったが、カリマンタン、バリ、ロンボクの鉄道路線の敷設調査は完了した。1928年末までに、オランダ領東インドの鉄道と路面鉄道の路線の長さは7,464キロメートルに達し、そのうち4,089キロメートルは政府によって運営されていた。

### 日本によるインドネシア占領下
1942年3月9日以降の大日本帝国軍による占領下では、すべての鉄道路線が1つの組織として統合された。その一方、スマトラ島の鉄道路線は、大日本帝国軍の別の部隊によって管理されている。占領下では、インドネシアの鉄道は主に戦争遂行を支援するために運営され、新たに建設された路線には、石炭輸送を円滑に行うためにサケティ・バヤ線とムアロ・ペカンバル線が含まれている。
しかし、大日本帝国軍は既存の鉄道路線の資材は回収しビルマに鉄道を敷設するために473キロメートルのレールが転用された。オランダ領東インドにおける2つの軌間幅によって引き起こされる問題を解決するために、ジャワ島の軌間を1,435 mm(以下、標準軌)から1,067 mm(以下、狭軌)に改軌されたが、1940年には多くの標準軌の路線には狭軌の車両が通れるように三線軌条となっていたため、軌間幅の違いによる問題はそれほど大きくなかった。

### インドネシア独立後
1945年8月17日にインドネシア独立宣言が発布された後、インドネシア独立労働者組合（AMKA）に所属する鉄道労働者が日本から鉄道の運営権を引き継いだ。1945年9月28日、イスマンギルと他のAMKAメンバー数名による意見声明の朗読により、その日から鉄道運営権はインドネシア国民の手中にあり、日本にはもはやインドネシアの鉄道問題に干渉する権利がないことが確認された。それ以降、1945年9月28日を「鉄道の日」と定めている。当時のインドネシア共和国領土における鉄道事業者としてDjawatan Kereta Api Republik Indonesia (インドネシア共和国鉄道部, DKARI, Railways Service of the Republic of Indonesia）を設立した経緯となった。一方、オランダ政府も国営鉄道会社と私鉄による事業共同体を結成し、Staatsspoorwegen/Verenigde Spoorwegbedjrif (SS/VS)という名称で運営した。
1949年12月31日まで、DKARIとSS/VSはインドネシアでの鉄道事業者として事業を行っていたが、オランダ・インドネシア円卓会議の結果、インドネシア政府はSS/VSを含むオランダ領東インド政府の資産を正式に引継ぎ、1950年1月1日にDKARIとSS/VSを合併して鉄道部（DKA）を設立した。その後、鉄道事業者はデリ鉄道を除き、DKAに統合された。さらに1963年5月25日にはデリ鉄道を含めて国有化され Perusahaan Negara Kereta Api (PNKA, 国立鉄道会社）が発足した。1971年9月15日、PNKAはPerusahaan Jawatan Kereta Api (PJKA, 鉄道サービス会社）に改組された 。
1991年1月2日、PJKAは Perusahaan Umum Kereta Api (Perumka,  the Railways Public Corporation)に改組され、 1999年6月1日には株式会社形態の PT Kereta Api (Persero) (PT KA, インドネシア鉄道株式会社)となった。 2010年5月には現在の PT Kereta Api Indonesia (Persero) (PT KAI)となっている。

### PT KAI再編後
2012年に営業列車のH-90チケット予約と駅での乗車券システムの導入を促進した。1年後、同社はKRL向けの電子チケットシステムを導入した。2014年、大統領のスシロ・バンバン・ユドヨノはインドネシア初の空港連絡鉄道を北スマトラ島のクアラナム国際空港に開業した。2014年にKAI Accessアプリケーションをリリースし、2015年3月には自動券売機を導入した。同社は2015年12月、1回の運行で14本の旅客列車を運ぶクルタジャヤ列車の運行を開始し、RailClinicと呼ばれる健康サービスを提供できる特別列車を運行した。2015年には鉄道の乗客数は3億2594万人に達した。
2017年末、スカルノ・ハッタ空港鉄道の走行試験を開始し、2018年5月にミナンカバウ エクスプレスの運行を開始した。同社は2018年6月に寝台列車の運行を開始した。同年8月にパレンバンLRTの運行を開始した。2019年4月に主要駅にコワーキングスペースを開設したほか、車両へのエアコン設置も開始した。2019年5月にジョグ・ジャカルタ国際空港線の運行を、同社12月にアディスマルモ国際空港線が開業した。
2020年5月8日にディディエック・ハルタンティヨが、前職のエディ・スクモロの後任として同社の社長に任命された。同年6月、ジャカルタ特別州政府およびジャカルタMRTとの協力により、タナ・アバン駅、スディルマン駅、パサール・スネン駅、ジュアンダ駅の4つの統合駅を開業し、バンドン駅に歩道橋も開通させた。 同年11月に国家経済回復（PEN）の一環として政府から総額3.5兆ルピアの投資を受けた最初の国営企業となった。
同社は2021年9月に都市間列車である、アルゴ・ブロモ・アングレック号、アルゴ・ウィリス号、アルゴ・ラウ号、アルゴ・ドゥイパンガ号、タクサカ号の所要時間を短縮し、最高速度を120km/hに引き上げた。また、アルゴ・ブロモ・アングレック号、アルゴ・ラウ号、アルゴ・ドゥイパンガ号、アルゴ・ウィリス号、タクサカ号、アルゴ・パラヒャンガン号で無料Wi-Fiサービスを開始した。

## 子会社
KAIは複数の子会社を運営する。
最も大きなものはPT Kereta Commuter Indonesia（KCI; 通称KAI Commuter）であり、ジャカルタ都市圏（ジャボデタベック）において通勤電車サービスを運営する。かつてはPT KAI Commuter Jabodetabek（KCJ）との名称であった。

KAIサービス
KAIバンダラ
KAIコミューター
KAIワイサータ
KAIロジスティクス
KAIプロパティ

### KAIサービス（Reska）
Reskaは、列車の整備・洗浄や車内の清掃、車内や駅ナカのレストランやカフェの運営や、快適性のサポートなど、サービスの提供に重点を置いている。駅近くに店舗を多く持つ、鉄道をテーマにしたレストランチェーンであるLoco Cafeの商標の所有者でもある。

### KAIバンダラ（Railink）
駅と空港の間を結ぶ空港連絡鉄道の運営を担当。下記の路線を運営している。
- スカルノ・ハッタ空港鉄道線（2023年にKAIコミューターに経営移管）
- ジョグ・ジャカルタ国際空港線
- スリ・レラワンサ線（旧：スアラナム国際空港線）

### KAIコミューター（Kereta Commuter Indonesia）
インドネシア全域での通勤列車の運営を担当し、ジャカルタ首都圏(ジャボデタベック)だけでなく他の地域の通勤列車も運営する。
- KRLコミューターライン
  -  ボゴール線
  -  チカラン線
  -  ランカスビトゥン線
  -  タンジュンプリオク線
  -  タンゲラン線
- スカルノ・ハッタ空港線
- メラク線
- ガルト線
- バンドン・ラヤ線
- KCJB接続線(KCJBフィーダー列車)
- ワラハル・ジャティルフル線
- ジョグジャカルタ線
- プランバナン・エクスプレス線
- スラバヤ・コミューターライン
  -  ドーホ線
  -  ペナタラン線
  -  ブロラスラ線
  -  スパス線
  -  アルジョネゴロ線
  -  ジェンガラ線
  - パンダンワンギ線

### KAIワイサータ
2009年9月8日に設立された観光旅行用の列車サービスを管理・提供する子会社である。設立当初は「Indorailtour」として改造された観光列車を3種類運行しておりそれぞれ「ヌサンタラ」「バリ」「トラジャ」と名付けられた。 2014年に「バライ・ヤサ・マンガライ」と名付けられた観光列車の運行を開始した。ガンビル駅の構内に併設されたカプセルホテル「レールトランジットスイート」の運営もしている。2017年には、ジョグジャカルタ駅内の「アングレック・エグゼクティブ・ラウンジ」の運営も開始した。2018年には「ラワンセウ」と「アンバラワ鉄道博物館」の運営をKAIから委託されることとなった。2022年に観光列車「パノラミック 」の運行を開始した。

### KAIロジスティクス（KaLog）
鉄道を利用した物流および貨物輸送。

### KAIプロパティ
PT KAIの所有する不動産の管理と開発、鉄道関連資産活用を担当。

## 列車
PT KAIがジャワ島とスマトラ島で展開する旅客列車の座席等級の割合は、エグゼクティブ(30%)、ビジネス (22%)、エコノミー (59%) となっており、1日あたり106,638席の輸送力を持つ。一座席辺りの移動距離に結びつけると、乗車人数は1日1kmあたり41,528,450席となり、エグゼクティブ（39%）、ビジネス（25%）、エコノミー（58%）となる。
PT KAIの都市間列車では主にエコノミー、ビジネス、エグゼクティブ、ラグジュアリー、コンパートメントスイートのサービスが存在する。

### 都市間列車
- エコノミークラス

1車両あたり72〜106席を備えており最も座席数が多い等級である。座席数が一番多く、106席・80席・72席、及び身体障がい者、高齢者などのバリアフリーに対応した64席の3種類で構成されている。最新のエコノミー客車は、エコノミーとプレミアムエコノミー（第3世代エコノミー客車改良型）である。エコノミー客車には、エアコン（AC）・電源コンセント、ソフトシートおよびリクライニングシート（プレミアムエコノミーとエコノミーのみ）、テレビ（プレミアムエコノミーとエコノミーのみ）が装備されている。枕のレンタルも可能となっている。
- ビジネスクラス

エアコンと電源コンセントを備えているところは、エコノミークラスと同様である。設備面で違いがあり、リクライニングシートではないが座席の位置を向きに変更することができる。 2009年以降は、ビジネスクラス客車は徐々に減少し始めており、消滅の危機に瀕している。一部の客車はエグゼクティブ客車、観光客車、気動車に改造され、一部は廃車となっている。
- エグゼクティブクラス

エグゼクティブクラスには、必要に応じて調整できる柔らかい座席、広い足元スペース、電源コンセント、毛布、テレビ、ダイニングテーブル、トイレ、エアコンなどがあり、一部の客車ではWi-Fiも利用ができる。停車駅が少ないため迅速に移動ができる。エグゼクティブクラス客車の定員は50人である。
- ラグジュアリークラス

PT KAIの都市間列車において2番目に高い座席等級である。2018年に導入され、定員は初代客車が18席、2019年に導入された2代目客車が26席となっている。設備としては、仕切り付きの初代が170度、2代目が140度までリクライニングソフトシート、車内エンターテインメント、引き出し収納、読書灯、電源コンセント、ヘッドホンなど がある。 KAI では、スナックとドリンクを含む無料の車内食も提供している。ジャワ島の都市間列車に採用され、 北ジャワルートではアルゴ・ブロモ・アングレック号と センブラニ号・ガジャヤナ号が含まれ、南ルートではアルゴ・ラウ号、アルゴ・ドゥイパンガ号、タクサカ号が含まれる。
- コンパートメントスイートクラス

2023年10月10日から11日まで、インドネシア鉄道会社(PT KAI)の都市間列車の1番目に高い座席等級として登場した。ベッドとしても機能するように最大180度までリクライニング座席があり、さらに座席自体を回転できるので、進行方向に合わせて調整が可能となっている。フットレストも付いており、リラックスして乗車できるようになっている。また、旅行中の自由時間を過ごすために車内エンターテイメントも提供されている。プライバシーを最大限に確保するように設計されており、16室の個室で構成されている。電動で開閉できる引き戸が設置されており、照明には温かみのある柔らかな色調となっている。よりくつろいだ気分になれるような快適な効果を出すように演出されており、トイレを備えている。この座席等級は、アルゴ・スメル号、ビマ号でのみ利用可能である。
| 列車名                                                       | 種類     | 座席等級(クラス) | 走行距離 | 始発駅/終点            | 終点/始発駅            | 運行開始日     |
| ------------------------------------------------------------ | -------- | ---------------- | -------- | ---------------------- | ---------------------- | -------------- |
| アルゴ・アンジャスモロ (Kereta api Argo Anjasmoro)           | 特別列車 | エグゼクティブ   | 720 km   | ガンビル               | スラバヤ・パサルトゥリ | 2025年3月20日  |
| アルゴ・ブロモ・アングレック (Kereta api Argo Bromo Anggrek) | 特別列車 | エグゼクティブ   | 720 km   | スラバヤ・パサルトゥリ | ガンビル               | 1995年7月31日  |
| アルゴ・ドゥイパンガ (Kereta api Argo Dwipangga)             | 特別列車 | エグゼクティブ   | 571 km   | ソロ・バラパン         | ガンビル               | 1998年4月21日  |
| アルゴ・ラウ (Kereta api Argo Lawu)                          | 特別列車 | エグゼクティブ   | 571 km   | ソロ・バラパン         | ガンビル               | 1996年9月21日  |
| アルゴ・メルバブ (Kereta api Argo Merbabu)                   | 特別列車 | エグゼクティブ   | 440 km   | スマラン・タワン       | ガンビル               | 2023年6月1日   |
| アルゴ・ムリア (Kereta api Argo Muria)                       | 特別列車 | エグゼクティブ   | 440 km   | ガンビル               | スマラン・タワン       | 1997年12月22日 |
| アルゴ・スメル (Kereta api Argo Semeru)                      | 特別列車 | エグゼクティブ   | 821 km   | ガンビル               | スラバヤ・グベン       | 2023年6月1日   |
| アルゴ・シンドロ (Kereta api Argo Sindoro)                   | 特別列車 | エグゼクティブ   | 440 km   | スマラン・タワン       | ガンビル               | 2007年3月17日  |
| アルゴ・ウィリス (Kereta api Argo Wilis)                     | 特別列車 | エグゼクティブ   | 696 km   | バンドン               | スラバヤ・グベン       | 1998年11月8日  |
| アルジュノ エクスプレス (Kereta api Arjuno Ekspres)          | 特別列車 | エグゼクティブ   | 93 km    | マラン                 | スラバヤ・グベン       | 2021年3月19日  |
| ビマ (Kereta api Bima)                                       | 特別列車 | エグゼクティブ   | 821 km   | ガンビル               | スラバヤ・グベン       | 1967年6月1日   |
| ブラウィジャヤ (Kereta api Brawijaya)                        | 特別列車 | エグゼクティブ   | 881 km   | マラン                 | ガンビル               | 2021年3月10日  |
| ガジャヤナ (Kereta api Gajayana)                             | 特別列車 | エグゼクティブ   | 905 km   | マラン                 | ガンビル               | 1999年10月28日 |
| マナハン (Kereta api Manahan)                                | 特別列車 | エグゼクティブ   | 571 km   | ソロ・バラパン         | ガンビル               | 2023年6月1日   |
| パンダルンガン (Kereta api Pandalungan)                      | 特別列車 | エグゼクティブ   | 919 km   | ガンビル               | ジェンベル             | 2023年6月1日   |
| プルウォジャヤ (Kereta api Purwojaya)                        | 特別列車 | エグゼクティブ   | 404 km   | チラチャプ             | ガンビル               | 1995年3月13日  |
| セムブラニ (Kereta api Sembrani)                             | 特別列車 | エグゼクティブ   | 720 km   | スラバヤ・パサルトゥリ | ガンビル               | 1995年10月1日  |
| タクサカ (Kereta api Taksaka)                                | 特別列車 | エグゼクティブ   | 511 km   | ジョグジャカルタ       | ガンビル               | 1999年9月19日  |
| トゥランガ (Kereta api Turangga)                             | 特別列車 | エグゼクティブ   | 696 km   | バンドン               | スラバヤ・グベン       | 1995年9月1日   |

| 列車名                                                          | 種類     | 座席等級(クラス)                        | 走行距離            | 始発駅/終点                             | 終点/始発駅                                 | 運行開始日     |
| --------------------------------------------------------------- | -------- | --------------------------------------- | ------------------- | --------------------------------------- | ------------------------------------------- | -------------- |
| バトゥラデン エクスプレス (Kereta api Baturraden Ekspres)       | 等級混合 | ・エグゼクティブ ・ビジネス             | 275 km              | プルウォケルト                          | バンドン                                    | 2021年6月25日  |
| グマラン (Kereta api Gumarang)                                  | 等級混合 | ・エグゼクティブ ・ビジネス             | 719 km              | スラバヤ・パサルトゥリ                  | パサール・スネン                            | 2001年5月20日  |
| シンダン・マルガ (Kereta api Sindang Marga)                     | 等級混合 | ・エグゼクティブ ・ビジネス             | 304.9 km            | クレタパティ                            | ルブクリンガウ                              | 1972年4月6日   |
| スリビラ (Kereta api Sribilah Utama)                            | 等級混合 | ・エグゼクティブ ・ビジネス             | 266 km              | メダン                                  | ランタウ・プラパット                        | 1978年8月10日  |
| テガル・バハリ (Kereta api Tegal Bahari)                        | 等級混合 | ・エグゼクティブ ・ビジネス             | 289 km              | パサール・スネン                        | テガル                                      | 2014年10月4日  |
| ファジャ・ウタマ・ジョグジャ (Kereta api Fajar Utama Yogya)     | 等級混合 | ・エグゼクティブ ・プレミアムエコノミー | 510 km              | ジョグジャカルタ                        | パサール・スネン                            | 1986年5月12日  |
| セジャ・ウタマ・ジョグジャ (Kereta api Senja Utama Yogya)       | 等級混合 | ・エグゼクティブ ・プレミアムエコノミー | 510 km              | ジョグジャカルタ                        | パサール・スネン                            | 1986年5月12日  |
| ガジャウォン (Kereta api Gajahwong)                             | 等級混合 | ・エグゼクティブ ・プレミアムエコノミー | 512 km              | ランプヤンガン                          | パサール・スネン                            | 2011年8月24日  |
| ハリーナ (Kereta api Harina)                                    | 等級混合 | ・エグゼクティブ ・プレミアムエコノミー | 731 km              | バンドン                                | スラバヤ・パサルトゥリ                      | 2003年5月20日  |
| マディウンジャヤ (Kereta api Madiun Jaya)                       | 等級混合 | ・エグゼクティブ ・プレミアムエコノミー | 667 km              | パサール・スネン                        | マディウン                                  | 2025年2月1日   |
| マラバール (Kereta api Malabar)                                 | 等級混合 | ・エグゼクティブ ・プレミアムエコノミー | 780 km              | バンドン                                | マラン                                      | 2010年4月30日  |
| ムティアラ・スラタン (Kereta api Mutiara Selatan)               | 等級混合 | ・エグゼクティブ ・プレミアムエコノミー | 696 km              | スラバヤ・グベン                        | バンドン                                    | 1972年8月17日  |
| パンガンダラン (Kereta api Pangandaran)                         | 等級混合 | ・エグゼクティブ ・プレミアムエコノミー | 325 km              | ガンビル                                | バンジャール                                | 2019年1月2日   |
| サンチャカ (Kereta api Sancaka)                                 | 等級混合 | ・エグゼクティブ ・プレミアムエコノミー | 309 km              | ジョグジャカルタ                        | スラバヤ・パサルトゥリ                      | 1997年5月20日  |
| パラヒャンガン (Parahyangan)                                    | 等級混合 | ・エグゼクティブ ・プレミアムエコノミー | 169 km              | バンドン                                | ガンビル                                    | 1971年7月31日  |
| サウンガリ (Kereta api Sawunggalih)                             | 等級混合 | ・エグゼクティブ ・プレミアムエコノミー | 447 km              | クトアルジョ                            | パサール・スネン                            | 1977年5月31日  |
| ウィジャヤクスマ (Kereta api Wijayakusuma)                      | 等級混合 | ・エグゼクティブ ・プレミアムエコノミー | 788 km              | チラチャプ                              | ケタパン                                    | 2017年9月26日  |
| バンガンカルタ (Kereta api Bangunkarta)                         | 等級混合 | ・エコノミー ・ビジネス                 | 751 km              | ジョンバン                              | パサール・スネン                            | 1985年1月10日  |
| バニュビル (Kereta api Banyubiru)                               | 等級混合 | ・エコノミー ・ビジネス                 |                     | スマラン・タワン                        | ソロ・バラパン                              | 2008年9月19日  |
| ブランバンガン エクスプレス (Kereta api Blambangan Ekspres)     | 等級混合 | ・エコノミー ・ビジネス                 | 1,031 km            | ケタパン                                | パサール・スネン                            | 2022年12月2日  |
| ボゴウォント (Kereta api Bogowonto)                             | 等級混合 | ・エコノミー ・ビジネス                 | 512 km              | ランプヤンガン                          | パサール・スネン                            | 2010年9月3日   |
| ブランタス (Kereta api Brantas)                                 | 等級混合 | ・エコノミー ・ビジネス                 | 805 km              | ブリタール                              | パサール・スネン                            | 1998年10月1日  |
| バタヴィア (Kereta api Batavia)                                 | 等級混合 | ・エコノミー ・ビジネス                 | 571 km              | ガンビル                                | ソロ・バラパン                              | 2024年2月7日   |
| チャクラブアナ (Kereta api Cakrabuana)                          | 等級混合 | ・エコノミー ・ビジネス                 | 345 km              | - プルウォケルト - チルボン             | ガンビル                                    | 2025年2月1日   |
| チレマイ (Kereta api Ciremai)                                   | 等級混合 | ・エコノミー ・ビジネス                 | 451 km              | スマラン・タワン                        | バンドン                                    | 2013年9月28日  |
| チルボン オプショナル (Kereta api Cirebon Fakultatif)           | 等級混合 | ・エコノミー ・ビジネス                 | 214 km              | チルポン                                | ガンビル                                    | 2019年8月16日  |
| ダルマワンサ (Kereta api Dharmawangsa)                          | 等級混合 | ・エコノミー ・ビジネス                 | 719 km              | パサール・スネン                        | スラバヤ・パサルトゥリ                      | 2019年12月2日  |
| ファジャル・ウタマ・ソロ (Fajar Utama Solo)                     | 等級混合 | ・エコノミー ・ビジネス                 | 570 km              | ソロ・バラパン                          | パサール・スネン                            | 1978年10月14日 |
| センジャ・ウタマ・ソロ (Senja Utama Solo)                       | 等級混合 | ・エコノミー ・ビジネス                 | 570 km              | ソロ・バラパン                          | パサール・スネン                            | 1978年10月14日 |
| ガヤバル・マラム・スラタン (Kereta api Gaya Baru Malam Selatan) | 等級混合 | ・エコノミー ・ビジネス                 | 820 km              | スラバヤ・グベン                        | パサール・スネン                            | 1975年2月17日  |
| グヌンジャティ (Kereta api Gunungjati)                          | 等級混合 | ・エコノミー ・ビジネス                 | 440 km              | - スマランタワン - チルボン             | ガンビル                                    | 1973年2月1日   |
| イジェン エクスプレス (Kereta api Ijen Ekspres)                 | 等級混合 | ・エコノミー ・ビジネス                 | 312 km              | ケタパン                                | マラン                                      | 2025年2月1日   |
| ジャヤバヤ (Kereta api Jayabaya)                                | 等級混合 | ・エコノミー ・ビジネス                 | 817 km              | パサール・スネン                        | マラン                                      | 2014年10月18日 |
| ジョグロセマルト (Kereta api Joglosemarkerto)                   | 等級混合 | ・エコノミー ・ビジネス                 | - 1,264 km - 173 km | - 中部ジャワ - チラチャップ             | - DIYリングロード - ジョグジャカルタ        | 2018年12月1日  |
| カマンダカ (Kereta api Kamandaka)                               | 等級混合 | ・エコノミー ・ビジネス                 | - 244 km - 305 km   | スマラン・タワン                        | - プルウォケルト - チラチャプ               | 2014年2月17日  |
| カリグン (Kereta api Kaligung)                                  | 等級混合 | ・エコノミー ・ビジネス                 | 222.3 km            | スマラン・ポンコル                      | チルボン・プルジャカン                      | 1999年2月4日   |
| ケルタネガラ (Kereta api Kertanegara)                           | 等級混合 | ・エコノミー ・ビジネス                 | 559 km              | マラン                                  | プルウォケルト                              | 2021年3月10日  |
| ロダヤ (Kereta api Lodaya)                                      | 等級混合 | ・エコノミー ・ビジネス                 | 446 km              | ソロ・バラパン                          | バンドン                                    | 2000年5月12日  |
| マリオボロ エクスプレス (Kereta api Malioboro Ekspres)          | 等級混合 | ・エコノミー ・ビジネス                 | 559 km              | プルウォケルト                          | マラン                                      | 2012年9月21日  |
| マタラム (Kereta api Mataram)                                   | 等級混合 | ・エコノミー ・ビジネス                 | 570 km              | ソロ・バラパン                          | パサール・スネン                            | 2017年6月15日  |
| ムティアラ・ティムール (Kereta api Mutiara Timur)               | 等級混合 | ・エコノミー ・ビジネス                 | - 312 km - 307 km   | ケタパン                                | - スラバヤ・パサルトゥリ - スラバヤ・グベン | 1972年3月6日   |
| メノレ (Kereta api Menoreh)                                     | 等級混合 | ・エコノミー ・ビジネス                 | 439 km              | ソロ・バラパン                          | パサール・スネン                            | 2012年9月21日  |
| パングランゴ (Kereta api Pangrango)                             | 等級混合 | ・エコノミー ・ビジネス                 | 57 km               | ボゴール                                | スカブミ                                    | 2013年11月9日  |
| ランガジャティ (Kereta api Ranggajati)                          | 等級混合 | ・エコノミー ・ビジネス                 | 800 km              | チルボン                                | ジェンベル                                  | 2016年11月1日  |
| ノース サンカカ (Kereta api Sancaka Utara)                      | 等級混合 | ・エコノミー ・ビジネス                 | 613 km              | スラバヤ・パサルトゥリ                  | チラチャプ                                  | 2019年12月1日  |
| シンガサリ (Kereta api Singasari)                               | 等級混合 | ・エコノミー ・ビジネス                 | 828 km              | ブリタール                              | パサール・スネン                            | 2017年7月17日  |
| タワンジャヤ (Kereta api Tawang Jaya)                           | 等級混合 | ・エコノミー ・ビジネス                 | - 437 km - 439 km   | - スマラン・ポンコル - スマラン・タワン | パサール・スネン                            | 1984年5月14日  |

| 列車名                                                | 種類       | 座席等級(クラス)                    | 走行距離 | 始発駅/終点            | 終点/始発駅            | 運行開始日    |
| ----------------------------------------------------- | ---------- | ----------------------------------- | -------- | ---------------------- | ---------------------- | ------------- |
| アンバラワ エクスプレス (Kereta api Ambarawa Ekspres) | プレミアム | ・プレミアムエコノミー ・エコノミー |          | スマラン・ポンコル     | スラバヤ・パサルトゥリ | 2016年10月4日 |
| ジャカルタ (Kereta api Jayakarta)                     | プレミアム | ・プレミアムエコノミー ・エコノミー | 820 km   | パサール・スネン       | スラバヤ・グベン       | 2017年9月28日 |
| クルタジャヤ (Kereta api Kertajaya)                   | プレミアム | ・プレミアムエコノミー ・エコノミー | 719 km   | スラバヤ・パサルトゥリ | パサール・スネン       | 1994年頃      |
| ロガワ (Kereta api Logawa)                            | プレミアム | ・プレミアムエコノミー ・エコノミー | 781 km   | プルウォケルト         | ケタパン               | 1999年4月21日 |
| スリビラ (Kereta api Sribilah)                        | プレミアム | ・プレミアムエコノミー ・エコノミー | 266 km   | マタン                 | ランタウ・プラパット   | 1978年8月10日 |
| クアラ・スタバス (Kereta api Kuala Stabas)            | プレミアム | ・プレミアムエコノミー ・エコノミー | 215km    | タンジュンカラン       | バトゥラジャ           | 2018年6月11日 |

| 列車名                                           | 種類                 | 座席等級(クラス) | 走行距離 | 始発駅/終点            | 終点/始発駅          | 運行開始日     |
| ------------------------------------------------ | -------------------- | ---------------- | -------- | ---------------------- | -------------------- | -------------- |
| バンユビル Kereta api Banyubiru                  | エコノミー 2-2席配置 | ・エコノミー     |          | スマラン・タワン       | ソロ・バラパン       | 2008年9月19日  |
| ブロラジャヤ Kereta api Blora Jaya               | エコノミー 2-2席配置 | ・エコノミー     |          | スマラン・ポンコル     | セプ                 | 2009年10月15日 |
| チクライ Kereta api Cikuray                      | エコノミー 2-2席配置 | ・エコノミー     | 245 km   | パサール・スネン       | ガルト               | 2022年3月25日  |
| ジャカ・ティンキル Kereta api Jaka Tingkir       | エコノミー 2-2席配置 | ・エコノミー     | 570 km   | ソロ・バラパン         | パサール・スネン     | 2013年12月8日  |
| クトジャヤ・ウタラ Kereta api Kutojaya Utara     | エコノミー 2-2席配置 | ・エコノミー     | 453 km   | クトアルジョ           | パサール・スネン     | 1977年5月31日  |
| マジャパヒト Kereta api Majapahit                | エコノミー 2-2席配置 | ・エコノミー     | 880 km   | マラン                 | パサール・スネン     | 2012年9月21日  |
| プロゴ Kereta api Progo                          | エコノミー 2-2席配置 | ・エコノミー     | 512 km   | ランプヤンガン         | パサール・スネン     | 2002年6月4日   |
| タワンジャヤ Kereta api Tawang Jaya              | エコノミー 2-2席配置 | ・エコノミー     | 437 km   | スマラン・ポンコル     | パサール・スネン     | 1984年5月14日  |
| アイルランガ Kereta api Airlangga                | エコノミー 3-2席配置 | ・エコノミー     | 719 km   | スラバヤ・パサルトゥリ | パサール・スネン     | 2021年10月1日  |
| ベンガワン Kereta api Bengawan                   | エコノミー 3-2席配置 | ・エコノミー     | 567 km   | プルウォサリ           | パサール・スネン     | 1994年頃       |
| カフリパン Kereta api Kahuripan                  | エコノミー 3-2席配置 | ・エコノミー     | 700 km   | キアラコンドン         | ブリタール           | 1995年7月26日  |
| クトジャヤ・セラタン Kereta api Kutojaya Selatan | エコノミー 3-2席配置 | ・エコノミー     | 319 km   | クトアルジョ           | キアラコンドン       | 不明           |
| マタルマジャ Kereta api Matarmaja                | エコノミー 3-2席配置 | ・エコノミー     | 880 km   | パサール・スネン       | マラン               | 1983年9月28日  |
| パスンダン Kereta api Pasundan                   | エコノミー 3-2席配置 | ・エコノミー     | 691 km   | キアラコンドン         | スラバヤ・グベン     | 1996年2月18日  |
| プロボワンギ Kereta api Probowangi               | エコノミー 3-2席配置 | ・エコノミー     | 306 km   | ケタパン               | スラバヤ・グベン     | 2000年頃       |
| プトゥリデリ Kereta api Putri Deli               | エコノミー 3-2席配置 | ・エコノミー     | 175 km   | メダン                 | タンジュンバライ     | 2008年1月5日   |
| ラジャバサ Kereta api Rajabasa                   | エコノミー 3-2席配置 | ・エコノミー     | 389 km   | タンジュンカラン       | クルタパティ         | 不明           |
| セラユ Kereta api Serayu                         | エコノミー 3-2席配置 | ・エコノミー     | 442 km   | プルウォケルト         | パサール・スネン     | 1990年11月15日 |
| ブキット・セレロ Kereta api Bukit Serelo         | エコノミー 3-2席配置 | ・エコノミー     | 304.9 km | クルタパティ           | ルブクリンガウ       | 2000年         |
| スリビラ Kereta api Sribilah                     | エコノミー 3-2席配置 | ・エコノミー     | 266 km   | メダン                 | ランタウ・プラパット | 1978年8月10日  |
| スリ・タンジュン Kereta api Sri Tanjung          | エコノミー 3-2席配置 | ・エコノミー     | 620 km   | ケタパン               | ランプヤンガン       | 1986年         |
| タワン・アルン Kereta api Tawang Alun            | エコノミー 3-2席配置 | ・エコノミー     | 314 km   | ケタパン               | マラン・コタラマ     | 2002年         |

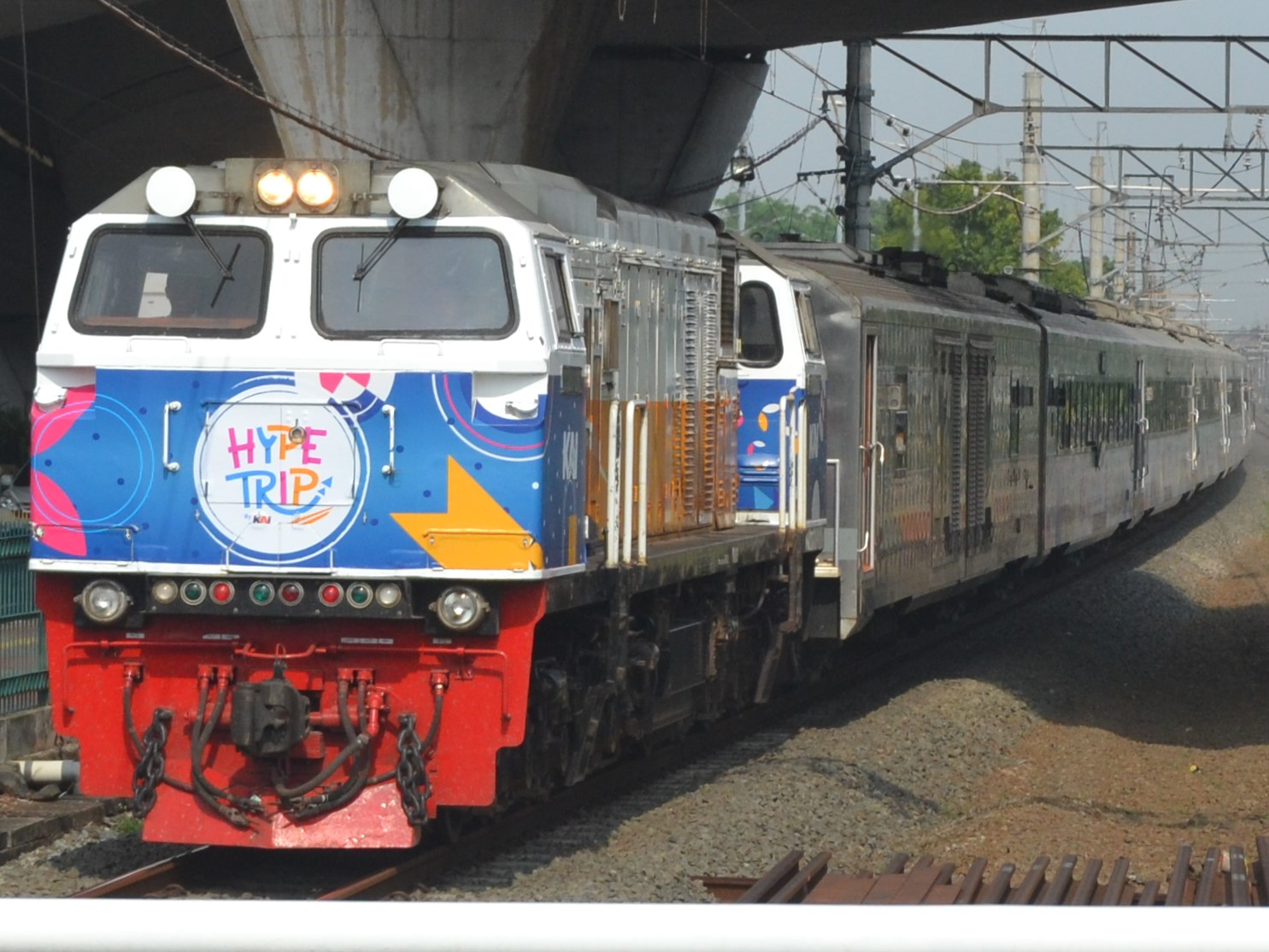
アルゴ・ブロモ・アングレック号を運用するCC206形ディーゼル機関車
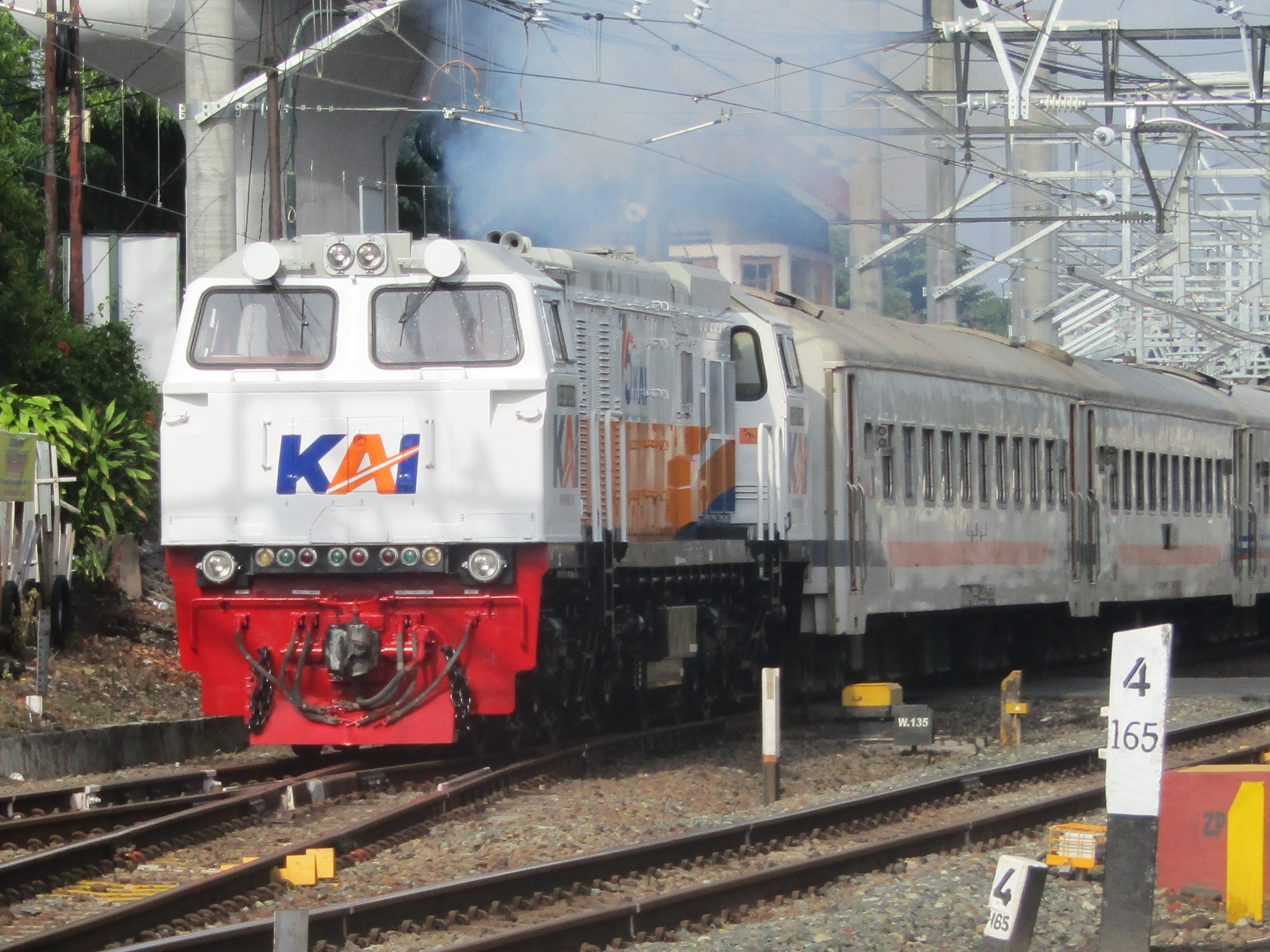
スリ・タンジュン号を牽引しているCC 206形ディーゼル機関車
バトゥラデンエクスプレスを牽引するCC 203形ディーゼル機関車
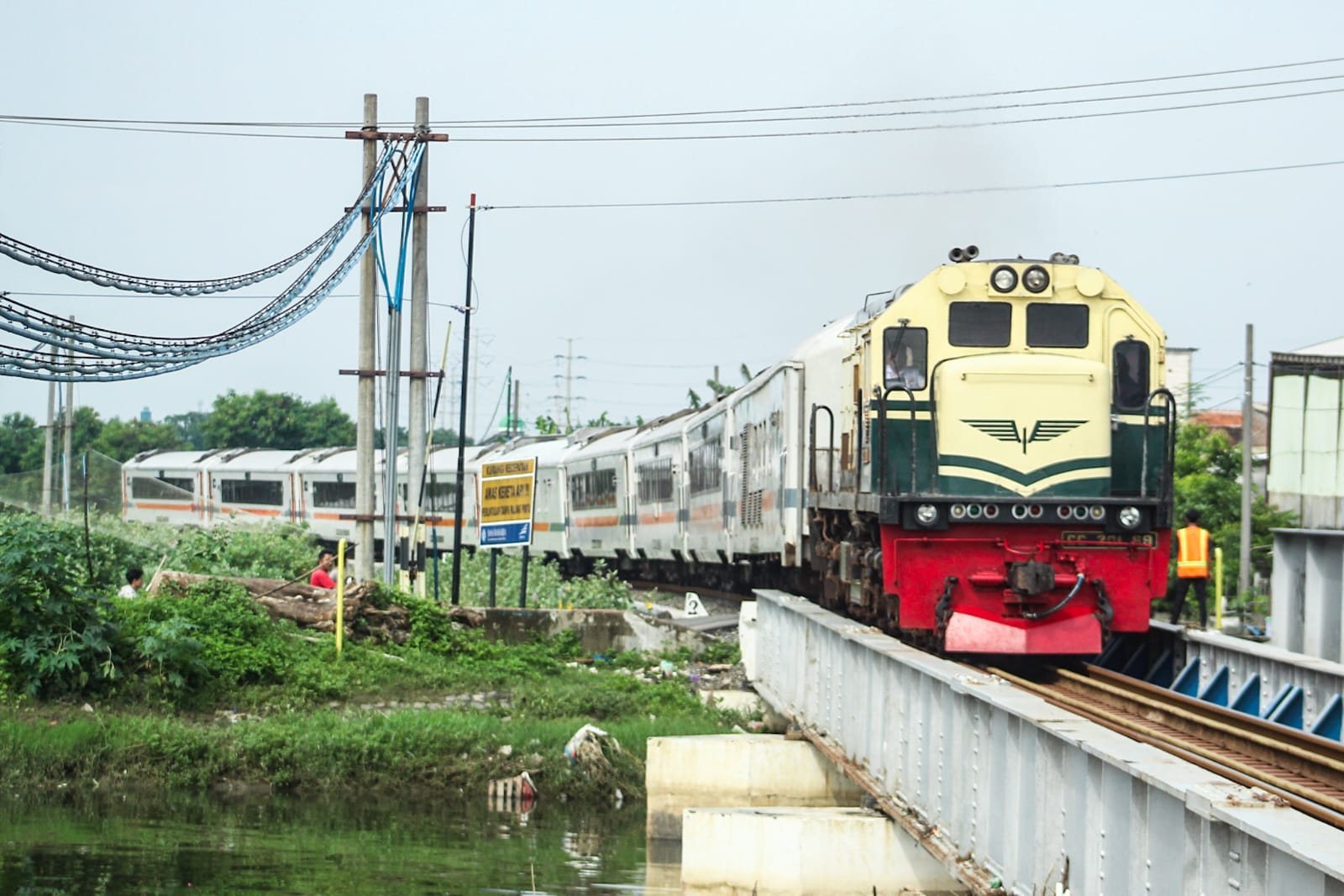
アンバラワエクスプレスを牽引するCC 201形ディーゼル機関車
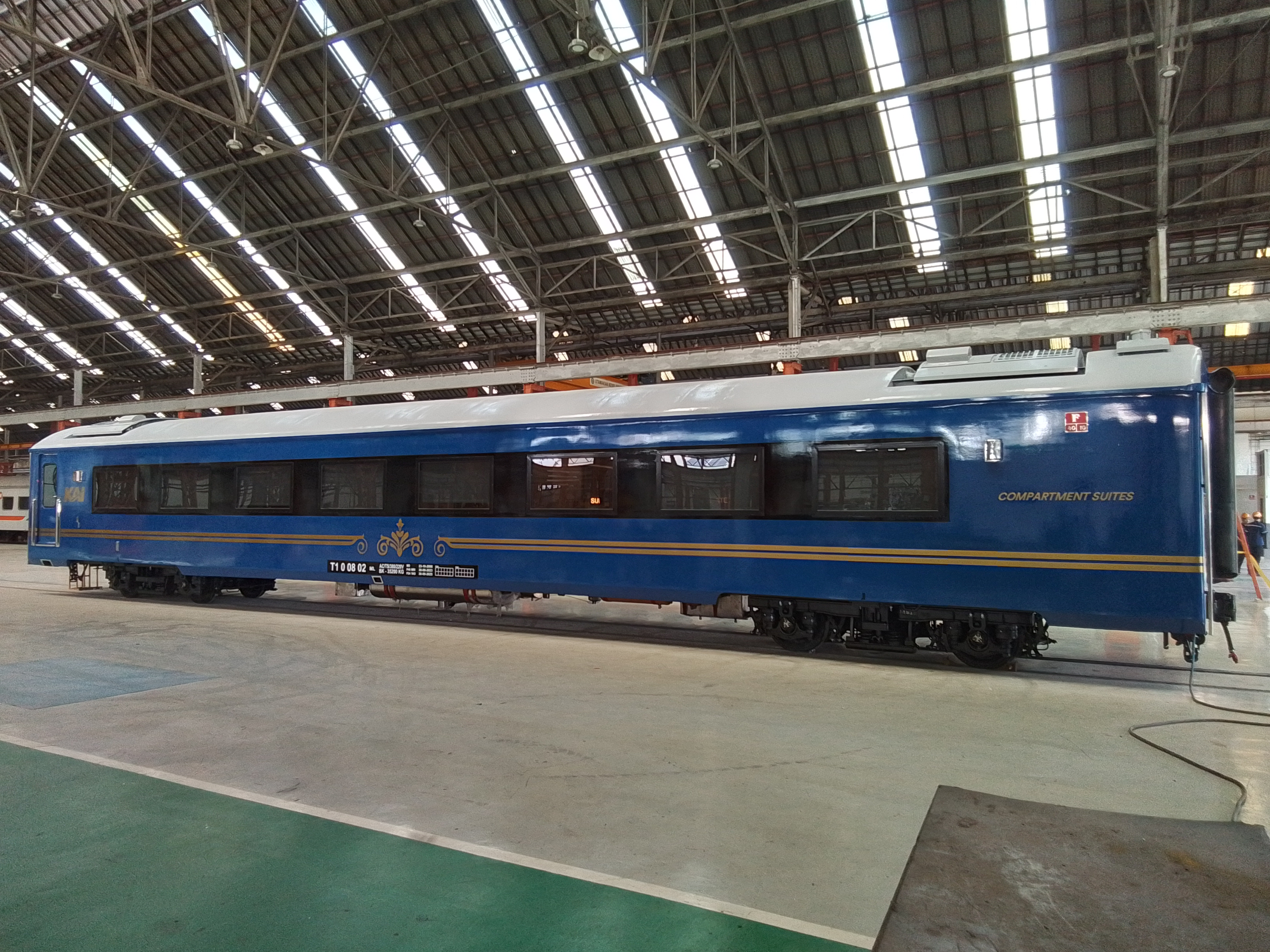
コンパートメントスイートクラスに使われる客車

## 路線

スマトラ島の路線網
ジャワ島とマドゥラ島の路線網

PT KAIの鉄道路線は完全に国が所有し、インドネシア共和国運輸省を通してPT KAIが旅客列車や貨物列車を運行管理する上下分離方式を採っている。路線の総延長の約90％はオランダ領東インド時代に作られたものであり、残り10%は空港連絡鉄道などの新線となっている。 線路使用料を通じPT KAIは、鉄道部門の非課税国庫収入の最大の納税会社であり、インドネシア共和国運輸省からインフラの保守および運営資金も受け取っている。
| 路線名 | 区間                                                                      | 開業日                  | 路線開業時の鉄道会社             | 運営者                                               | 地域     |
| --- | ------------------------------------------------------------------------- | ----------------------- | -------------------------------- | ---------------------------------------------------- | -------- |
| アニェール・キドゥル・カンポン・バンダン線 (西ジャワ本線) - ランカスビトゥン線 - メラク線                     | タナ・アバン – ランカスビトゥン                                           | 1899年10月1日           | オランダ領東インド政府国鉄西部線 | KAIコミューター                                      | ジャワ島 |
| アニェール・キドゥル・カンポン・バンダン線 (西ジャワ本線) - ランカスビトゥン線 - メラク線                     | ランカスビトゥン – セラン                                                 | 1900年7月1日            | オランダ領東インド政府国鉄西部線 | KAIコミューター                                      | ジャワ島 |
| アニェール・キドゥル・カンポン・バンダン線 (西ジャワ本線) - ランカスビトゥン線 - メラク線                     | セラン – クレンチェン (アニェル・キドゥル 方面への分岐)                   | 1900年12月20日          | オランダ領東インド政府国鉄西部線 | KAIロジスティクス                                    | ジャワ島 |
| アニェール・キドゥル・カンポン・バンダン線 (西ジャワ本線) - ランカスビトゥン線 - メラク線                     | チレゴン – メラク                                                         | 1914年12月1日           | オランダ領東インド政府国鉄西部線 | KAIコミューター                                      | ジャワ島 |
| アニェール・キドゥル・カンポン・バンダン線 (西ジャワ本線) - ランカスビトゥン線 - メラク線                     | ジャカルタ・コタ – カンポン・バンダン – インテン シティ – アンケ – ドゥリ | 1899年1月2日            | オランダ領東インド政府国鉄西部線 | KAIコミューター                                      | ジャワ島 |
| タンゲラン・ドゥリ線 - タンゲラン線 - スカルノ・ハッタ空港線                                                  | タンゲラン – ドゥリ                                                       | 1899年1月2日            | オランダ領東インド政府国鉄西部線 | KAIコミューター                                      | ジャワ島 |
| タンゲラン・ドゥリ線 - タンゲラン線 - スカルノ・ハッタ空港線                                                  | バトゥ・チェペル - スカルノハッタ国際空港                                 | 2017年12月26日          | KAIコミューター                  | KAIコミューター                                      | ジャワ島 |
| ラジャワリ ・チカンペック線(北ジャワ本線) - チカラン線 - ワラハル・ジャティルフル線                           | ジャカルタ・コタ – パサール・セネン – ジャティネガラ – ブカシ – カワラン  | 1887年                  | バタヴィア・イースタン鉄道       | ジャカルタ地域事業部                                 | ジャワ島 |
| ラジャワリ ・チカンペック線(北ジャワ本線) - チカラン線 - ワラハル・ジャティルフル線                           | カワラン – チカンペック – パダララン                                      | 1902年12月27日          | オランダ領東インド政府国鉄西部線 | ジャカルタ地域事業部                                 | ジャワ島 |
| ラジャワリ ・チカンペック線(北ジャワ本線) - チカラン線 - ワラハル・ジャティルフル線                           | カワラン – チカンペック – パダララン                                      | 1902年12月27日          | オランダ領東インド政府国鉄西部線 | バンドン地域事業部                                   | ジャワ島 |
| ジャカルタ・ボゴール線 - ボゴール線                                                                           | ジャカルタ・コタ – ボゴール                                               | 1873年1月31日           | オランダ東インド鉄道             | ジャカルタ地域事業部 (ジャカルタ・コタ - マンガライ) | ジャワ島 |
| ジャカルタ・ボゴール線 - ボゴール線                                                                           | ジャカルタ・コタ – ボゴール                                               | 1873年1月31日           | オランダ東インド鉄道             | KAIコミューター (マンガライ – ボゴール)              | ジャワ島 |
| ボゴール・パダララン・カスギハン線 (南ジャワ本線) - バンドン・ラヤ線 - ガルト線 - KCJBフィーダー列車          | ボゴール – チクルグ                                                       | 1881年10月5日           | オランダ領東インド政府国鉄西部線 | ジャカルタ地域事業部                                 | ジャワ島 |
| ボゴール・パダララン・カスギハン線 (南ジャワ本線) - バンドン・ラヤ線 - ガルト線 - KCJBフィーダー列車          | チクルグ - スカブミ                                                       | 1882年3月21日           | オランダ領東インド政府国鉄西部線 | ジャカルタ地域事業部                                 | ジャワ島 |
| ボゴール・パダララン・カスギハン線 (南ジャワ本線) - バンドン・ラヤ線 - ガルト線 - KCJBフィーダー列車          | スカブミ – チアンジュール                                                 | 1883年5月20日           | オランダ領東インド政府国鉄西部線 | バンドン地域事業部                                   | ジャワ島 |
| ボゴール・パダララン・カスギハン線 (南ジャワ本線) - バンドン・ラヤ線 - ガルト線 - KCJBフィーダー列車          | チアンジュール - パダララン                                               | 1884年5月17日           | オランダ領東インド政府国鉄西部線 | バンドン地域事業部                                   | ジャワ島 |
| ボゴール・パダララン・カスギハン線 (南ジャワ本線) - バンドン・ラヤ線 - ガルト線 - KCJBフィーダー列車          | パダララン – バンドン                                                     | 1884年5月17日           | オランダ領東インド政府国鉄西部線 | バンドン地域事業部                                   | ジャワ島 |
| ボゴール・パダララン・カスギハン線 (南ジャワ本線) - バンドン・ラヤ線 - ガルト線 - KCJBフィーダー列車          | バンドン – チカレンカ                                                     | 1884年9月10日           | オランダ領東インド政府国鉄西部線 | バンドン地域事業部                                   | ジャワ島 |
| ボゴール・パダララン・カスギハン線 (南ジャワ本線) - バンドン・ラヤ線 - ガルト線 - KCJBフィーダー列車          | チカレンカ - チバトゥ                                                     | 1889年8月14日           | オランダ領東インド政府国鉄西部線 | バンドン地域事業部                                   | ジャワ島 |
| ボゴール・パダララン・カスギハン線 (南ジャワ本線) - バンドン・ラヤ線 - ガルト線 - KCJBフィーダー列車          | チバトゥ – タシクマラヤ                                                   | 1893年9月16日           | オランダ領東インド政府国鉄西部線 | バンドン地域事業部                                   | ジャワ島 |
| ボゴール・パダララン・カスギハン線 (南ジャワ本線) - バンドン・ラヤ線 - ガルト線 - KCJBフィーダー列車          | タシクマラヤ – バンジャール                                               | 1894年11月1日           | オランダ領東インド政府国鉄西部線 | バンドン地域事業部                                   | ジャワ島 |
| ボゴール・パダララン・カスギハン線 (南ジャワ本線) - バンドン・ラヤ線 - ガルト線 - KCJBフィーダー列車          | バンジャール - カスギハン                                                 | 1894年11月1日           | オランダ領東インド政府国鉄西部線 | プルウォクルト地域事業部                             | ジャワ島 |
| チカンペック・チルボン・クロヤ線 (北ジャワ本線)                                                               | チカンペック – チルボン                                                   | 1912年6月3日            | オランダ領東インド政府国鉄西部線 | チルボン地域事業部                                   | ジャワ島 |
| チカンペック・チルボン・クロヤ線 (北ジャワ本線)                                                               | チルボン・プルジャカン – プルプク                                         | 1916年7月1日            | オランダ領東インド政府国鉄西部線 | チルボン地域事業部 - (チルボン–ケタングンガン)       | ジャワ島 |
| チカンペック・チルボン・クロヤ線 (北ジャワ本線)                                                               | チルボン・プルジャカン – プルプク                                         | 1916年7月1日            | オランダ領東インド政府国鉄西部線 | プルウォクルト地域事業部 - (ケタングンガン–プルプク) | ジャワ島 |
| チカンペック・チルボン・クロヤ線 (北ジャワ本線)                                                               | プルフク - パトゥグラン                                                   | 1917年1月1日            | オランダ領東インド政府国鉄西部線 | プルウォクルト地域事業部                             | ジャワ島 |
| チカンペック・チルボン・クロヤ線 (北ジャワ本線)                                                               | パトゥグラン – クロヤ                                                     | 1916年7月1日            | オランダ領東インド政府国鉄西部線 | プルウォクルト地域事業部                             | ジャワ島 |
| チルボン・スマラン線 (北ジャワ本線)                                                                           | チルボン・プルジャカン - テガル                                           | 1899年2月1日            | スマラン・シェリボン蒸気鉄道     | チルボン地域事業部                                   | ジャワ島 |
| チルボン・スマラン線 (北ジャワ本線)                                                                           | テガル – スマラン・タワン                                                 | 1899年2月1日            | スマラン・シェリボン蒸気鉄道     | スマラン地域事業部                                   | ジャワ島 |
| スマラン・フォルステンランデン線 (南ジャワ本線) - ジョグジャカルタ線                                          | スマラン・タワン – ブルムブン                                             | 1867年8月10日           | オランダ領東インド政府国鉄西部線 | スマラン地域事業部                                   | ジャワ島 |
| スマラン・フォルステンランデン線 (南ジャワ本線) - ジョグジャカルタ線                                          | ブルムブン - グンディ                                                     | 1867年-1870年           | オランダ領東インド政府国鉄西部線 | スマラン地域事業部                                   | ジャワ島 |
| スマラン・フォルステンランデン線 (南ジャワ本線) - ジョグジャカルタ線                                          | グンディ - ソロ・バラパン                                                 | 1870年2月10日           | オランダ領東インド政府国鉄西部線 | ジョグジャカルタ地域事業部                           | ジャワ島 |
| スマラン・フォルステンランデン線 (南ジャワ本線) - ジョグジャカルタ線                                          | ソロ・バラパン - ジョグジャカルタ                                         | 1871年 - 1872年         | オランダ領東インド政府国鉄西部線 | ジョグジャカルタ地域事業部                           | ジャワ島 |
| スマラン・フォルステンランデン線 (南ジャワ本線) - ジョグジャカルタ線                                          | カディピロ - アディ・スマルモ                                             | 2019年12月29日          | インドネシア共和国運輸省         | ジョグジャカルタ地域事業部                           | ジャワ島 |
| ブルムブン・ガンブリンガン線 - ケドゥン・セプール線                                                           | ブルムブン - ガンブリンガン                                               | 1924年1月3日            | オランダ東インド鉄道             | スマラン地域事業部                                   | ジャワ島 |
| グンディ・スラバヤ・パサルトゥリ線                                                                            | グンディ - ガンブリンガン                                                 | 1924年1月3日            | オランダ東インド鉄道             | スマラン地域事業部                                   | ジャワ島 |
| グンディ・スラバヤ・パサルトゥリ線                                                                            | ギャンブル – セプ                                                         | 1924年1月3日            | オランダ東インド鉄道             | スマラン地域事業部                                   | ジャワ島 |
| グンディ・スラバヤ・パサルトゥリ線                                                                            | セプ - スラバヤ・パサルトゥリ                                             | 1924年1月3日            | オランダ東インド鉄道             | スラバヤ地域事業部                                   | ジャワ島 |
| チラチャップ・ジョグジャカルタ線 (南ジャワ本線) - ジョグ・ジャカルタ国際空港線 - プランバナン・エクスプレス線 | チラチャップ港 – クロヤ                                                   | 1887年7月20日           | オランダ領東インド政府国鉄西部線 | プルウォクルト地域事業部                             | ジャワ島 |
| チラチャップ・ジョグジャカルタ線 (南ジャワ本線) - ジョグ・ジャカルタ国際空港線 - プランバナン・エクスプレス線 | クロヤ - クトアルジョ                                                     | 1887年7月20日           | オランダ領東インド政府国鉄西部線 | プルウォクルト地域事業部                             | ジャワ島 |
| チラチャップ・ジョグジャカルタ線 (南ジャワ本線) - ジョグ・ジャカルタ国際空港線 - プランバナン・エクスプレス線 | クトアルジョ - プルウォレジョ                                             | 1887年7月20日           | オランダ領東インド政府国鉄西部線 | プルウォクルト地域事業部                             | ジャワ島 |
| チラチャップ・ジョグジャカルタ線 (南ジャワ本線) - ジョグ・ジャカルタ国際空港線 - プランバナン・エクスプレス線 | クトアルジョ - ジョグジャカルタ                                           | 1887年7月20日           | オランダ領東インド政府国鉄西部線 | ジョグジャカルタ地域事業部                           | ジャワ島 |
| チラチャップ・ジョグジャカルタ線 (南ジャワ本線) - ジョグ・ジャカルタ国際空港線 - プランバナン・エクスプレス線 | グミリル – カランタルン                                                   | 1887年7月20日           | オランダ領東インド政府国鉄西部線 | KAIロジスティクス                                    | ジャワ島 |
| チラチャップ・ジョグジャカルタ線 (南ジャワ本線) - ジョグ・ジャカルタ国際空港線 - プランバナン・エクスプレス線 | ケドゥンダン - ジョグジャカルタ国際空港                                   | 2021年8月27日           | インドネシア共和国運輸省         | KAIバンダラ                                          | ジャワ島 |
| ソロ・バラパン - ウォノクロモ線 (南ジャワ本線) - アディスマルモ国際空港線                                     | ソロ・バラパン - アディスマルモ国際空港                                   | 2021年9月17日           | インドネシア共和国運輸省         | ジョグジャカルタ地域事業部                           | ジャワ島 |
| ソロ・バラパン - ウォノクロモ線 (南ジャワ本線) - アディスマルモ国際空港線                                     | ソロ・バラパン – スラゲン                                                 | 1884年5月24日           | オランダ領東インド政府国鉄東部線 | ジョグジャカルタ地域事業部                           | ジャワ島 |
| ソロ・バラパン - ウォノクロモ線 (南ジャワ本線) - アディスマルモ国際空港線                                     | スラゲン - ンガウィ                                                       | 1884年3月1日            | オランダ領東インド政府国鉄東部線 | マディウン地域事業部                                 | ジャワ島 |
| ソロ・バラパン - ウォノクロモ線 (南ジャワ本線) - アディスマルモ国際空港線                                     | ンガウィ - マディウン                                                     | 1883年7月2日            | オランダ領東インド政府国鉄東部線 | マディウン地域事業部                                 | ジャワ島 |
| ソロ・バラパン - ウォノクロモ線 (南ジャワ本線) - アディスマルモ国際空港線                                     | マディウン -ンガンジュク                                                  | 1882年7月1日            | オランダ領東インド政府国鉄東部線 | マディウン地域事業部                                 | ジャワ島 |
| ソロ・バラパン - ウォノクロモ線 (南ジャワ本線) - アディスマルモ国際空港線                                     | ンガンジュク - ケルトソノ                                                 | 1881年10月1日           | オランダ領東インド政府国鉄東部線 | マディウン地域事業部                                 | ジャワ島 |
| ソロ・バラパン - ウォノクロモ線 (南ジャワ本線) - アディスマルモ国際空港線                                     | ケルトソノ - センブン                                                     | 1881年6月25日           | オランダ領東インド政府国鉄東部線 | マディウン地域事業部                                 | ジャワ島 |
| ソロ・バラパン - ウォノクロモ線 (南ジャワ本線) - アディスマルモ国際空港線                                     | センブン - モジョケルト                                                   | 1881年2月27日           | オランダ領東インド政府国鉄東部線 | スラバヤ地域事業部                                   | ジャワ島 |
| ソロ・バラパン - ウォノクロモ線 (南ジャワ本線) - アディスマルモ国際空港線                                     | モジョケルト – タリク                                                     | 1880年10月16日          | オランダ領東インド政府国鉄東部線 | スラバヤ地域事業部                                   | ジャワ島 |
| ソロ・バラパン - ウォノクロモ線 (南ジャワ本線) - アディスマルモ国際空港線                                     | タリク – セパンジャン                                                     | 1897年7月1日            | オランダ領東インド政府国鉄東部線 | スラバヤ地域事業部                                   | ジャワ島 |
| ソロ・バラパン - ウォノクロモ線 (南ジャワ本線) - アディスマルモ国際空港線                                     | セパンジャン - ウォノクロモ                                               | 1897年7月1日            | オランダ領東インド政府国鉄東部線 | スラバヤ地域事業部                                   | ジャワ島 |
| ソロ・バラパン - ウォノクロモ線 (南ジャワ本線) - アディスマルモ国際空港線                                     | シドアルジョへの分岐線                                                    | 1880年10月16日          | オランダ領東インド政府国鉄東部線 | スラバヤ地域事業部                                   | ジャワ島 |
| ケルトソノ・バンギル線 (南ジャワ本線)                                                                         | ケルトソノ- ケディリ                                                      | 1882年8月13日           | オランダ領東インド政府国鉄東部線 | マディウン地域事業部                                 | ジャワ島 |
| ケルトソノ・バンギル線 (南ジャワ本線)                                                                         | クディリ – トゥルンガグン                                                 | 1882年8月13日           | オランダ領東インド政府国鉄東部線 | マディウン地域事業部                                 | ジャワ島 |
| ケルトソノ・バンギル線 (南ジャワ本線)                                                                         | トゥルンガグン - ブリタール                                               | 1884年6月10日           | オランダ領東インド政府国鉄東部線 | マディウン地域事業部                                 | ジャワ島 |
| ケルトソノ・バンギル線 (南ジャワ本線)                                                                         | ブリタール - ウリンギ                                                     | 1896年1月10日           | オランダ領東インド政府国鉄東部線 | マディウン地域事業部                                 | ジャワ島 |
| ケルトソノ・バンギル線 (南ジャワ本線)                                                                         | ブリタール - ウリンギ                                                     | 1896年1月10日           | オランダ領東インド政府国鉄東部線 | スラバヤ地域事業部                                   | ジャワ島 |
| ケルトソノ・バンギル線 (南ジャワ本線)                                                                         | ヴリンギ・ ケパンイェン                                                   | 1897年1月30日           | オランダ領東インド政府国鉄東部線 |                                                      | ジャワ島 |
| ケルトソノ・バンギル線 (南ジャワ本線)                                                                         | ケパンジェン – マラン                                                     | 1896年1月5日            | オランダ領東インド政府国鉄東部線 |                                                      | ジャワ島 |
| ケルトソノ・バンギル線 (南ジャワ本線)                                                                         | マラン - ラワン                                                           | 1879年7月20日           | オランダ領東インド政府国鉄東部線 |                                                      | ジャワ島 |
| ケルトソノ・バンギル線 (南ジャワ本線)                                                                         | ラワン - センゴン                                                         | 1879年5月1日            | オランダ領東インド政府国鉄東部線 |                                                      | ジャワ島 |
| ケルトソノ・バンギル線 (南ジャワ本線)                                                                         | センゴン - バンギル                                                       | 1879年11月1日           | オランダ領東インド政府国鉄東部線 |                                                      | ジャワ島 |
| スラバヤ・バンギル・カリサット線                                                                              | スラバヤ・コタ – ウォノクロモ                                             | 1878年5月16日           | オランダ領東インド政府国鉄東部線 |                                                      | ジャワ島 |
| スラバヤ・バンギル・カリサット線                                                                              | ウォノクロモ – バンギル                                                   | 1878年5月16日           | オランダ領東インド政府国鉄東部線 |                                                      | ジャワ島 |
| スラバヤ・バンギル・カリサット線                                                                              | バンギル - パスルアン                                                     | 1878年5月16日           | オランダ領東インド政府国鉄東部線 | ジュンブル地域事業部                                 | ジャワ島 |
| スラバヤ・バンギル・カリサット線                                                                              | パスルアン – プロボリンゴ                                                 | 1884年5月3日            | オランダ領東インド政府国鉄東部線 | ジュンブル地域事業部                                 | ジャワ島 |
| スラバヤ・バンギル・カリサット線                                                                              | プロボリンゴ - クラカ                                                     | 1895年7月1日            | オランダ領東インド政府国鉄東部線 | ジュンブル地域事業部                                 | ジャワ島 |
| スラバヤ・バンギル・カリサット線                                                                              | クラカ - ジェンベル                                                       | 1897年6月1日            | オランダ領東インド政府国鉄東部線 | ジュンブル地域事業部                                 | ジャワ島 |
| スラバヤ・バンギル・カリサット線                                                                              | ジェンベル - カリサット                                                   | 1897年10月1日           | オランダ領東インド政府国鉄東部線 | ジュンブル地域事業部                                 | ジャワ島 |
| カリサト・バニュワンギ線                                                                                      | カリサット – ムラワン                                                     | 1902年9月10日           | オランダ領東インド政府国鉄東部線 | ジュンブル地域事業部                                 | ジャワ島 |
| カリサト・バニュワンギ線                                                                                      | ムラワン - カバット                                                       | 1903年2月2日            | オランダ領東インド政府国鉄東部線 | ジュンブル地域事業部                                 | ジャワ島 |
| カリサト・バニュワンギ線                                                                                      | カバット - ケタパン                                                       | 1985                    | 鉄道郵便会社                     | ジュンブル地域事業部                                 | ジャワ島 |
| ジャカルタ横断鉄道支線 - タンジュンプリオク線                                                                 | タンジュンプリオク – アンチョール – ジャカルタ・コタ                      | 1885年11月2日           | オランダ領東インド政府国鉄西部線 | KAIコミューター                                      | ジャワ島 |
| ジャカルタ横断鉄道支線 - タンジュンプリオク線                                                                 | タナ・アバン - マンガライ                                                 | 1922年8月1日            | オランダ領東インド政府国鉄西部線 | KAIコミューター                                      | ジャワ島 |
| チバトゥ・チカジャン支線                                                                                      | チバトゥ - ガルト                                                         | 1889年8月14日           | オランダ領東インド政府国鉄西部線 | バンドン地域事業部                                   | ジャワ島 |
| テガル・プルプク線                                                                                            | テガル - プルプク                                                         | 1885年延伸 1916年7月1日 | スマラン・シェリボン蒸気鉄道     | プルウォクルト地域事業部                             | ジャワ島 |
| スラバヤ横断鉄道                                                                                              | シドトポ経由ベンテン（プリンス・ヘンドリック）への支線                    | 1905年                  | オランダ領東インド政府国鉄東部線 | KAIロジスティクス                                    | ジャワ島 |
| スラバヤ横断鉄道                                                                                              | スラバヤ・コタ – カリマス                                                 | 1886年1月1日            | オランダ領東インド政府国鉄東部線 | KAIロジスティクス                                    | ジャワ島 |
| スラバヤ横断鉄道                                                                                              | スラバヤ・パサルトゥリ - カリマス                                         | 1912年                  | オランダ東インド鉄道             | KAIロジスティクス                                    | ジャワ島 |
| スラバヤ横断鉄道                                                                                              | スラバヤ・パサルトゥリ – グベン （短絡線）                                | 2011年5月19日           | インドネシア共和国運輸省         | スラバヤ地域事業部                                   | ジャワ島 |
| プルウォサリ・ウォノギリ・バトゥレトノ線 - バタラ・クレスナ線                                                 | ソロ・コタ駅に向かう区間                                                  | 1892年 - 1899年         | ソロ・トラムウェイ・カンパニー   | ジョグジャカルタ地域事業部                           | ジャワ島 |
| プルウォサリ・ウォノギリ・バトゥレトノ線 - バタラ・クレスナ線                                                 | ウォノギリ駅に向かう区間                                                  | 1922年4月1日            | オランダ東インド鉄道             | ジョグジャカルタ地域事業部                           | ジャワ島 |
| スマリ・グレシック・カンダンガン線                                                                            | カンダンガン - インドロ                                                   | 1914年 - 1916年         | オランダ東インド鉄道             | KAIコミューター                                      | ジャワ島 |

| 路線記号 | 鉄道路線                                                          | 区間                                                | 開業日          | 路線開業時の鉄道会社                                      | 運営者                     | 地域       |
| -------- | ----------------------------------------------------------------- | --------------------------------------------------- | --------------- | --------------------------------------------------------- | -------------------------- | ---------- |
| –        | クタブラン - ムアラサトゥ線 ※軌道幅 1.435 mm - カットメウティア線 | Kr. Mane – Kr. Geukueh dengan stasiun baru          | 2013年12月1日   | - インドネシア共和国運輸省鉄道総局 - インドネシア鉄道会社 | 北スマトラ地域事業部       | スマトラ島 |
| DSM      | ベラワン・メダン線                                                | Belawan–Labuan                                      | 1888年2月16日   | デリ鉄道                                                  | 北スマトラ地域事業部       | スマトラ島 |
| DSM      | ベラワン・メダン線                                                | Labuan–Medan                                        | 1886年7月25日   | デリ鉄道                                                  | 北スマトラ地域事業部       | スマトラ島 |
| DSM      | ベスタン・メダン線                                                | Kuala Bingei-Binjai–Medan                           | 1887年5月1日    | デリ鉄道                                                  | 北スマトラ地域事業部       | スマトラ島 |
| DSM      | メダン - テビンティンギ線 - スリ・レラワンサ線                    | Medan–Serdang                                       | 1889年7月1日    | デリ鉄道                                                  | 北スマトラ地域事業部       | スマトラ島 |
| DSM      | メダン - テビンティンギ線 - スリ・レラワンサ線                    | Serdang–Perbaungan                                  | 1890年2月7日    | デリ鉄道                                                  | 北スマトラ地域事業部       | スマトラ島 |
| DSM      | メダン - テビンティンギ線 - スリ・レラワンサ線                    | Perbaungan–Bamban                                   | 1902年          | デリ鉄道                                                  | 北スマトラ地域事業部       | スマトラ島 |
| DSM      | メダン - テビンティンギ線 - スリ・レラワンサ線                    | Bamban–Tebing Tinggi                                | 1903年3月3日    | デリ鉄道                                                  | 北スマトラ地域事業部       | スマトラ島 |
|          | メダン - テビンティンギ線 - スリ・レラワンサ線                    | Percabangan menuju Bandara Internasional Kualanamu  | 2013年7月25日   | インドネシア共和国運輸省鉄道総局                          | 北スマトラ地域事業部       | スマトラ島 |
| DSM      | テビンティンギ - キサラン線                                       | Tebing Tinggi–Kisaran                               | 1915年          | デリ鉄道                                                  | 北スマトラ地域事業部       | スマトラ島 |
|          | テビンティンギ - キサラン線                                       | Percabangan Bandar Tinggi–Kuala Tanjung             |                 | インドネシア共和国運輸省鉄道総局                          | 北スマトラ地域事業部       | スマトラ島 |
| DSM      | テビンティンギ - シアンタル線                                     | テビンティンギ - シアンタル線                       | 1916年5月5日    |                                                           | 北スマトラ地域事業部       | スマトラ島 |
| DSM      | キサラン - タンジュンバライ線                                     | キサラン - タンジュンバライ線                       | 1915年          |                                                           | 北スマトラ地域事業部       | スマトラ島 |
| DSM      | キサラン・ランタウ・プラパット・コタピナン線                      | Kisaran–Rantau Prapat                               | 1937年          |                                                           | 北スマトラ地域事業部       | スマトラ島 |
| SSS 1    | プラウ・アイエ-パダン・パンジャン線                               | Teluk Bayur–Padang (hanya langsir)                  | 1892年10月1日   | スマトラ島西海岸国鉄                                      | 西スマトラ地域事業部       | スマトラ島 |
| SSS 1    | プラウ・アイエ-パダン・パンジャン線                               | Padang–Lubuk Alung                                  | 1891年7月1日    | スマトラ島西海岸国鉄                                      | 西スマトラ地域事業部       | スマトラ島 |
| SSS 1    | パダン・パンジャン・サワルント線                                  | Lubuk Alung–Kayu Tanam                              | 1891年7月1日    | スマトラ島西海岸国鉄                                      | 西スマトラ地域事業部       | スマトラ島 |
| SSS 2    | ルブク・アルン・ナラス・スンガイ・リマウ線                        | Lubuk Alung–Pariaman                                | 1908年12月9日   | スマトラ島西海岸国鉄                                      | 西スマトラ地域事業部       | スマトラ島 |
| SSS 2    | ルブク・アルン・ナラス・スンガイ・リマウ線                        | Pariaman–Naras                                      | 1911年1月1日    | スマトラ島西海岸国鉄                                      | 西スマトラ地域事業部       | スマトラ島 |
|          | ブキット・プトゥス - インダルン線                                 | ブキット・プトゥス - インダルン線                   | 1979年11月16日  | PJKA                                                      | 西スマトラ地域事業部       | スマトラ島 |
|          | ミナンカバウ空港分岐線 - ミナンカバウ・エクスプレス               | ミナンカバウ空港分岐線 - ミナンカバウ・エクスプレス | 2018年5月21日   | インドネシア共和国運輸省鉄道総局                          | 西スマトラ地域事業部       | スマトラ島 |
| ZSS 2    | ルブクリンガウ・プラブムリ線                                      | Lubuklinggau–Muara Enim                             | 1920年 - 1933年 | 南スマトラ州鉄道                                          | パレンバン地域事業部       | スマトラ島 |
| ZSS 2    | ルブクリンガウ・プラブムリ線                                      | Muara Enim–Gunung Megang                            | 1916年12月1日   | 南スマトラ州鉄道                                          | パレンバン地域事業部       | スマトラ島 |
| ZSS 2    | ルブクリンガウ・プラブムリ線                                      | Gunung Megang–Prabumulih                            | 1916年12月1日   | 南スマトラ州鉄道                                          | パレンバン地域事業部       | スマトラ島 |
| ZSS 1    | プラブムリ・クレタパティ線                                        | プラブムリ・クレタパティ線                          | 1915年11月1日   | 南スマトラ州鉄道                                          | パレンバン地域事業部       | スマトラ島 |
| LRT      | パレンバンLRT                                                     | パレンバンLRT                                       | 2018年8月1日    | インドネシア共和国運輸省鉄道総局                          | パレンバン地域事業部       | スマトラ島 |
| ZSS 1    | プラブムリ・パンジャン線                                          | Prabumulih–Peninjawan                               | 1922年9月15日   | 南スマトラ州鉄道                                          | タンジュンカラン地域事業部 | スマトラ島 |
| ZSS 1    | プラブムリ・パンジャン線                                          | Peninjawan–Baturaja                                 | 1923年7月1日    | 南スマトラ州鉄道                                          | タンジュンカラン地域事業部 | スマトラ島 |
| ZSS 1    | プラブムリ・パンジャン線                                          | Baturaja–Martapura                                  | 1925年11月16日  | 南スマトラ州鉄道                                          | タンジュンカラン地域事業部 | スマトラ島 |
| ZSS 1    | プラブムリ・パンジャン線                                          | Martapura–Negararatu                                | 1927年3月21日   | 南スマトラ州鉄道                                          | タンジュンカラン地域事業部 | スマトラ島 |
| ZSS 1    | プラブムリ・パンジャン線                                          | Negararatu–Cempaka                                  | 1926年5月1日    | 南スマトラ州鉄道                                          | タンジュンカラン地域事業部 | スマトラ島 |
| ZSS 1    | プラブムリ・パンジャン線                                          | Cempaka–Kotabumi                                    | 1923年6月1日    | 南スマトラ州鉄道                                          | タンジュンカラン地域事業部 | スマトラ島 |
| ZSS 1    | プラブムリ・パンジャン線                                          | Kotabumi–Blambangan Pagar                           | 1921年1月2日    | 南スマトラ州鉄道                                          | タンジュンカラン地域事業部 | スマトラ島 |
| ZSS 1    | プラブムリ・パンジャン線                                          | Blambangan Pagar–Haji Pemanggilan                   | 1918年2月1日    | 南スマトラ州鉄道                                          | タンジュンカラン地域事業部 | スマトラ島 |
| ZSS 1    | プラブムリ・パンジャン線                                          | Haji Pemanggilan–Tegineneng                         | 1917年2月1日    | 南スマトラ州鉄道                                          | タンジュンカラン地域事業部 | スマトラ島 |
| ZSS 1    | プラブムリ・パンジャン線                                          | Tegineneng–Labuanratu                               | 1915年11月1日   | 南スマトラ州鉄道                                          | タンジュンカラン地域事業部 | スマトラ島 |
| ZSS 1    | プラブムリ・パンジャン線                                          | Labuanratu–Tanjungkarang                            | 1915年3月1日    | 南スマトラ州鉄道                                          | タンジュンカラン地域事業部 | スマトラ島 |
| ZSS 1    | プラブムリ・パンジャン線                                          | Tanjungkarang–Pidada                                | 1914年8月3日    | 南スマトラ州鉄道                                          | タンジュンカラン地域事業部 | スマトラ島 |
| ZSS 1    | プラブムリ・パンジャン線                                          | Jalur menuju Tarahan                                |                 | 南スマトラ州鉄道                                          | タンジュンカラン地域事業部 | スマトラ島 |

- スマトラ島の路線網
- ジャワ島とマドゥラ島の路線網

## 車両
2023年、PT KAI は以下の車両を保有する。PT KAI の電気式ディーゼル機関車は主にアメリカ・インドネシア・カナダで製造された車両が使われ、液体式ディーゼル機関車は主にドイツで製造された車両が使われている。電車では日本で運行されていた中古車両が主力車両である。ディーゼル気動車はほとんどが国産のインダストリ・クレタ・アピ（PT INKA）の車両が採用されている。客車や貨車は、PT INKA製のものが使われている。
- 機関車, 464両
- 電車, 1064両
- 気動車, 85両
- 客車, 1,729両
- 貨車, 7,272両
- ライトレール車両, 186両

### 機関車

#### 電気機関車

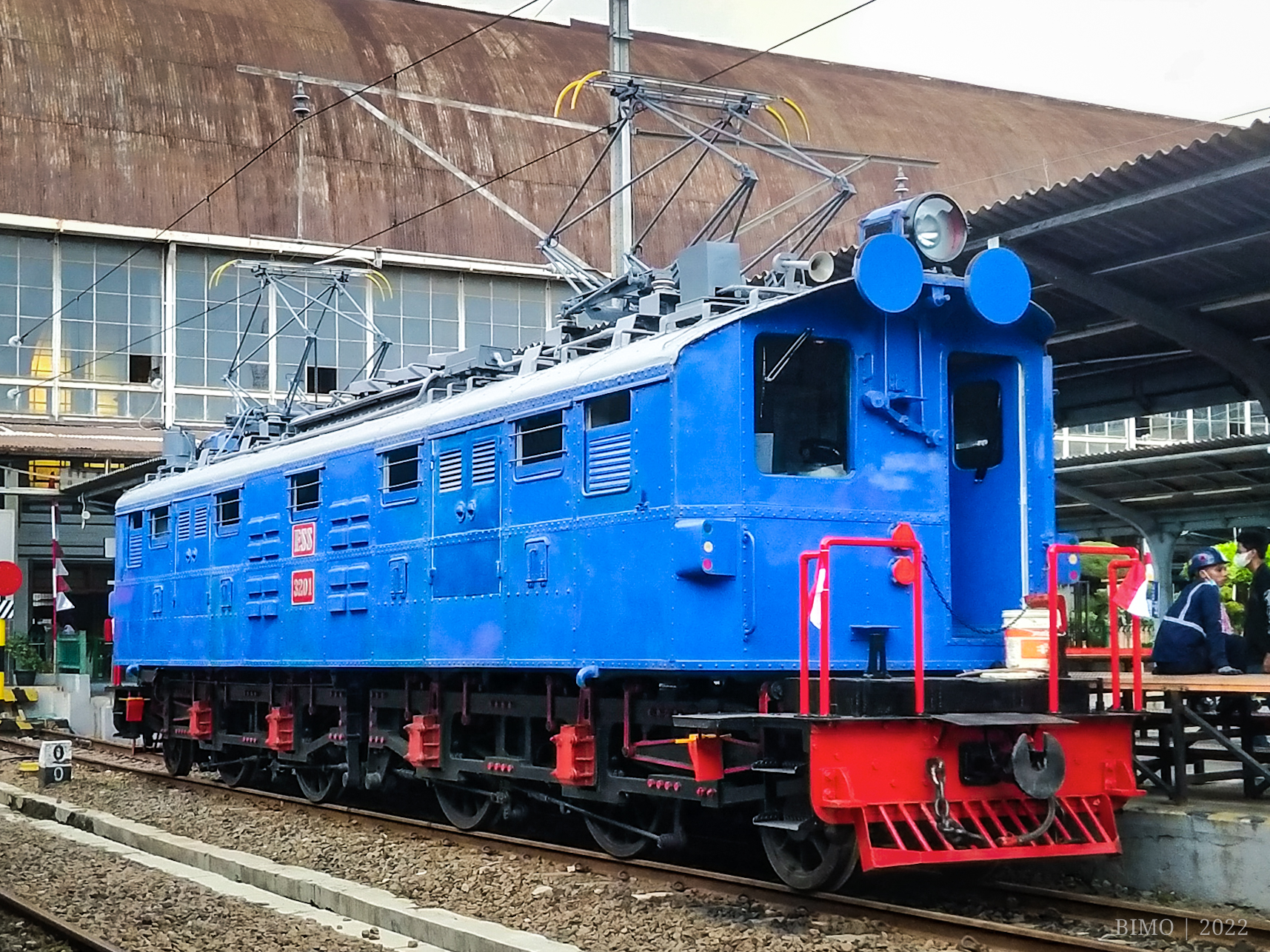
ESS 3200形電気機関車

- ESS 3200形電気機関車ESS 3000形（SLM、ブラウン・ボベリ製）
- ESS 3100形（AEG製）
- ESS 3200形（Werkspoor製）
- ESS 3300形（buatan Borsig製）
- ESS 4000形（Werkspoor製）

#### 液体式ディーゼル機関車

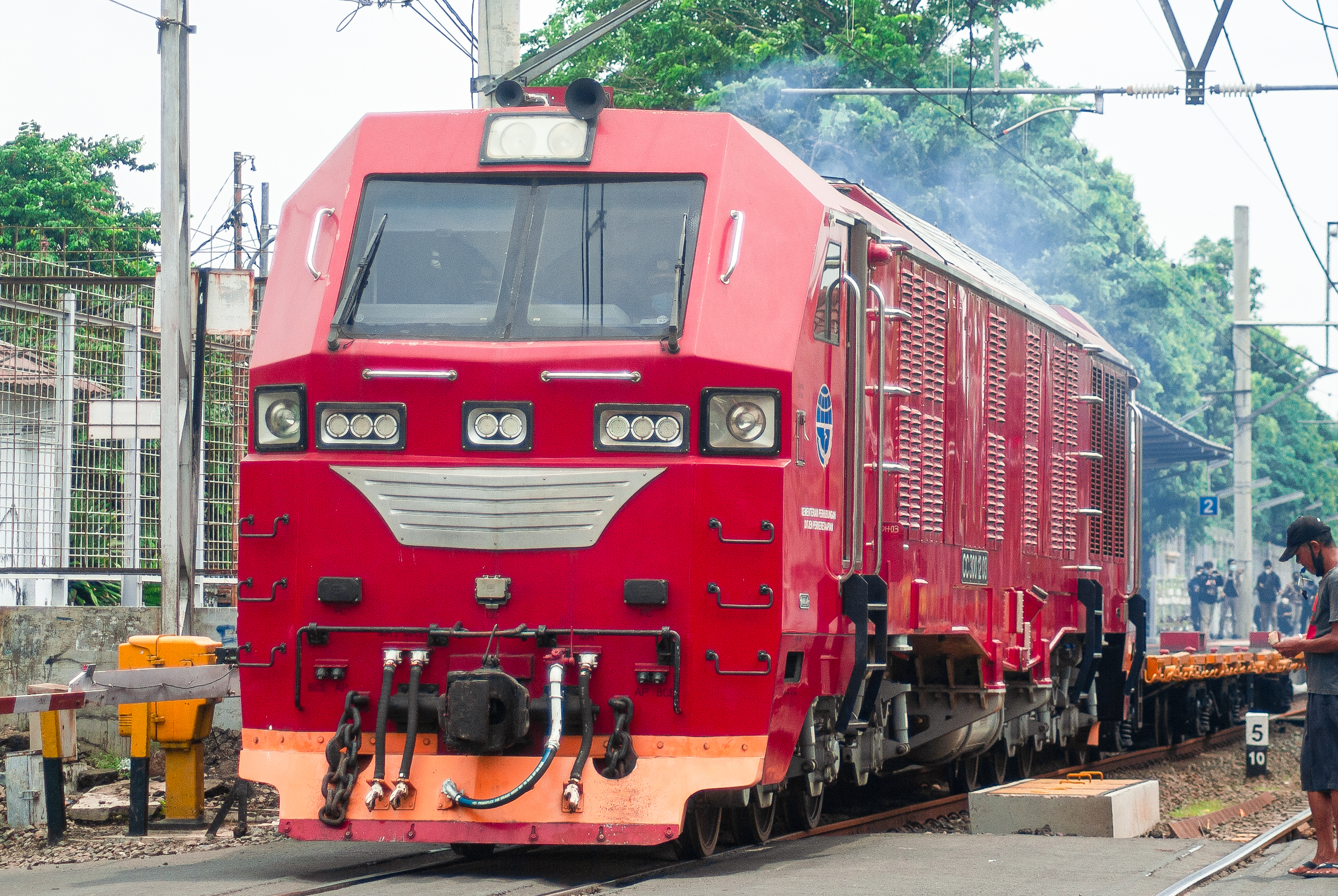
CC300形ディーゼル機関車

- CC300形ディーゼル機関車C300形（LKM Babelsberg 製, LKM V30C）
- C301形（NCM Holland製, GM-8V71 NGO)
- D300形（Krupp製, M350D1）
- D301形（Krupp製, M350D2）
- DD55形 12号機（元 日本国有鉄道DD13形ディーゼル機関車）
- BB300形（Krupp製, M700BB）
- BB301形（Krupp製, M1500BB)
- BB302形（Henschel製, DHG 600 BB）
- BB303形（Henschel製, DHG 1000 BB）
- BB304形（Krupp製, M1500BB)
- BB305形（日本車両製造製・Jenbacher Werke製, Ldh1500BB・CFD製, BB1500HV)
- BB306形（Henschel製, DHG 800 BB）
- CC300形（PT INKA製, CC300）

#### 電気式ディーゼル機関車
- BB200形 (EMD製, G8A1A)
- BB201形 (EMD製, G12U6)
- BB202形 (EMD製, G18U6)
- BB203形 (GE製, U18A1A)

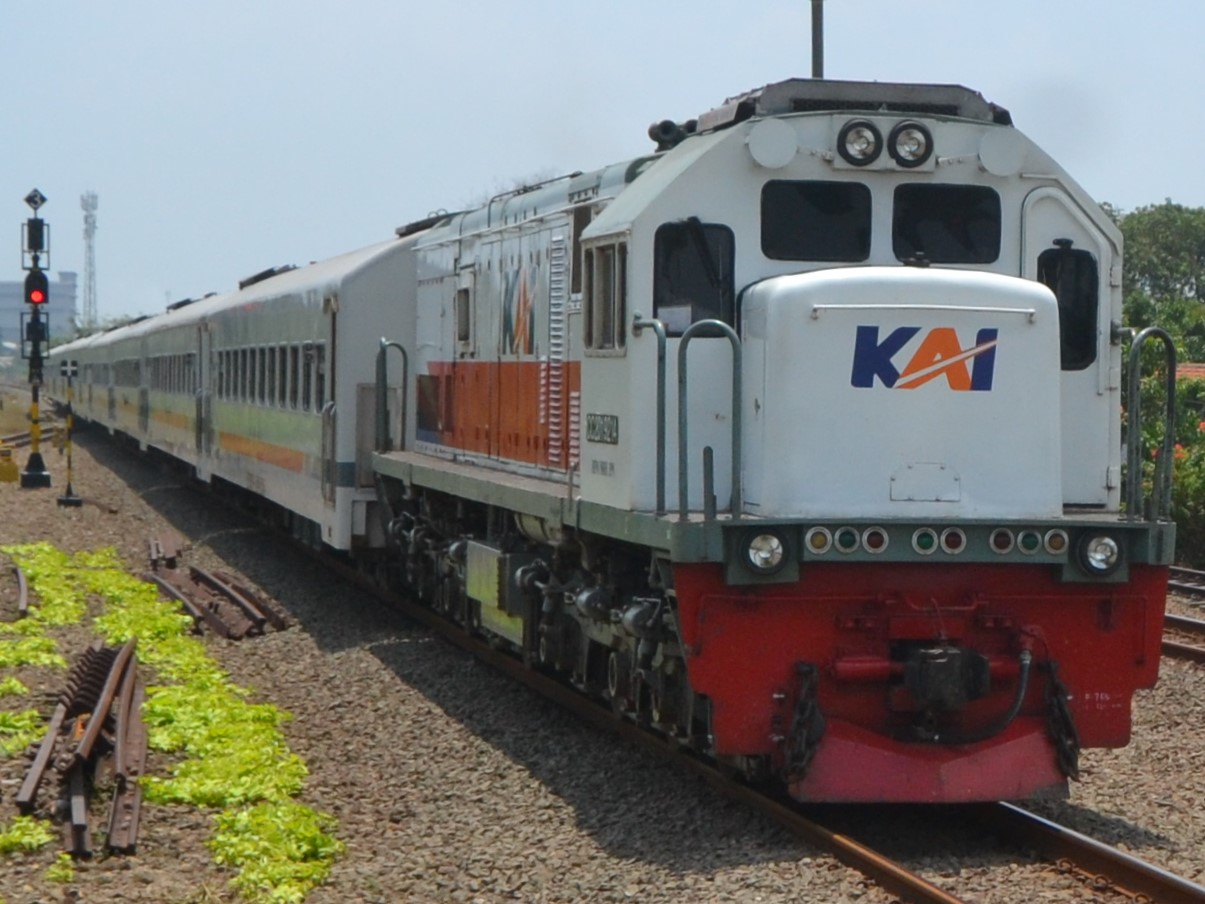
CC201形ディーゼル機関車

- BB204形 (SLM製, HGm4/6)
- CC200形 (Alco-GE製, UM 106T)
- CC201形 (GE製, U18C)
- CC202形 (EMD製, G26MC-2U)
- CC203形 (GE製, U20C)
- CC204形 (GE製, C18MMi dan・GE製,  C20EMP)
- CC205形 (EMD製, GT38ACe)
- CC206形 (GE製, CM20EMP)
- CC207形 (中国国鉄東風4型ディーゼル機関車)

### 客車
- CL 9200形客車SS 9000形（ベイネス製）
- CL 8500形（ベイネス製）

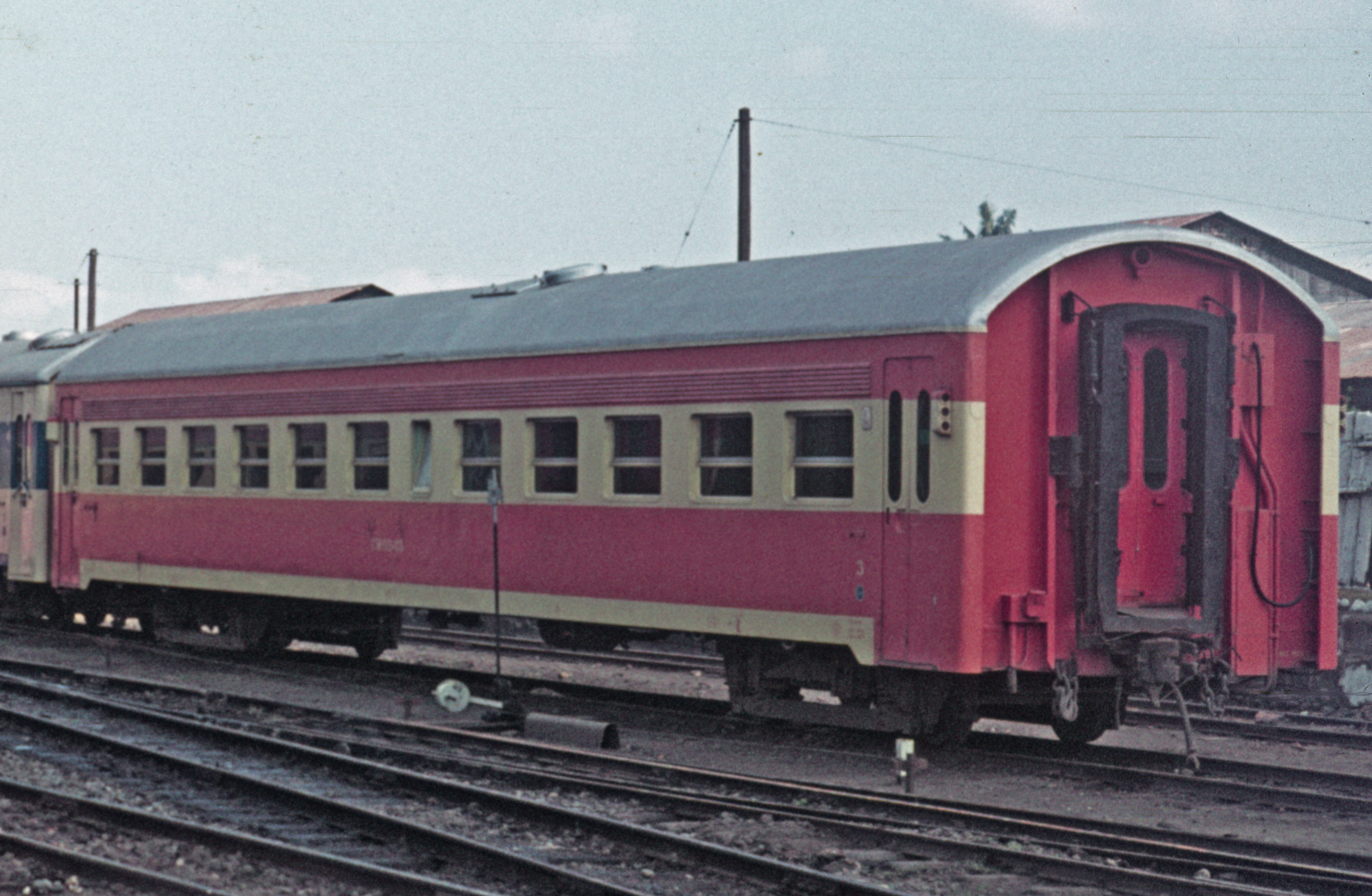
CL 9200形客車

- ABL 9000形（ロレーヌ＝ディートリッヒ製、カレル・フーシェ製、ブリソノー・エ・ロッツ製）
- CFL/CDL/DL 9000形（ソシエテ・フランコ・ベルジュ製）
- CL 9100形（ソシエテ・フランコ・ベルジュ製）
- CL 9200形（ベイネス製）
- CL/AC 9000形（ソシエテ・フランコ・ベルジュ製）
- CR/CDR 7000形（日本車輌製造製）
- ABL/FL 9600形（ベイネス製）
- CL/DL 9600/9700形（ジンメリング＝グラーツ＝パウカー製）
- CR 300形（日本車輌製造製）

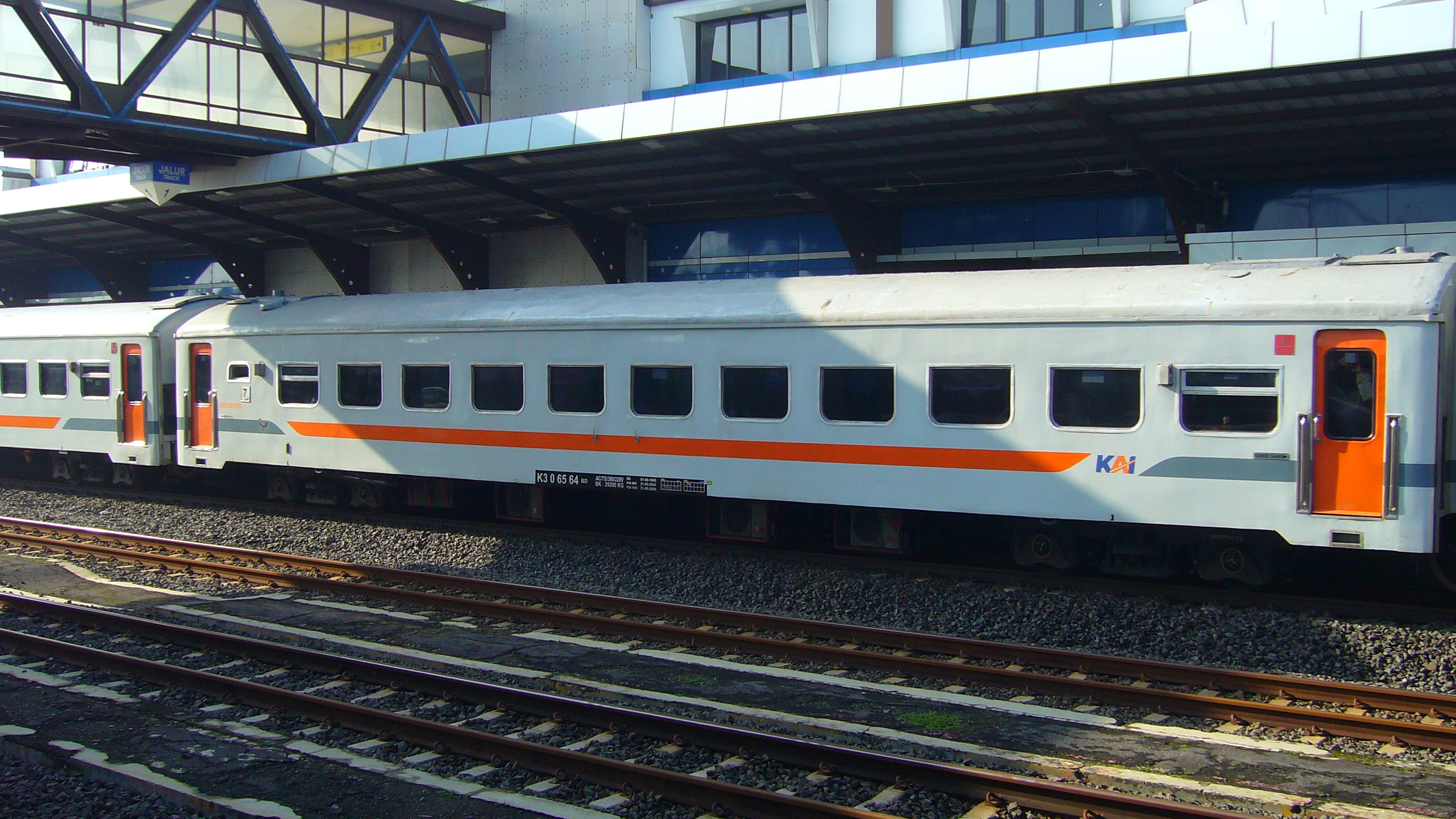
CW/CFW9000形客車

- CW/CFW9000形客車CW/CFW 9000形（ジンメリング＝グラーツ＝パウカー製）
- DW 9000形（日本車輌製造製）
- CW 9100形（日本車輌製造製）
- BW/FW 9000形（エスリンゲン機械工場製・MAN製）
- CW 9300形（ラバ製）

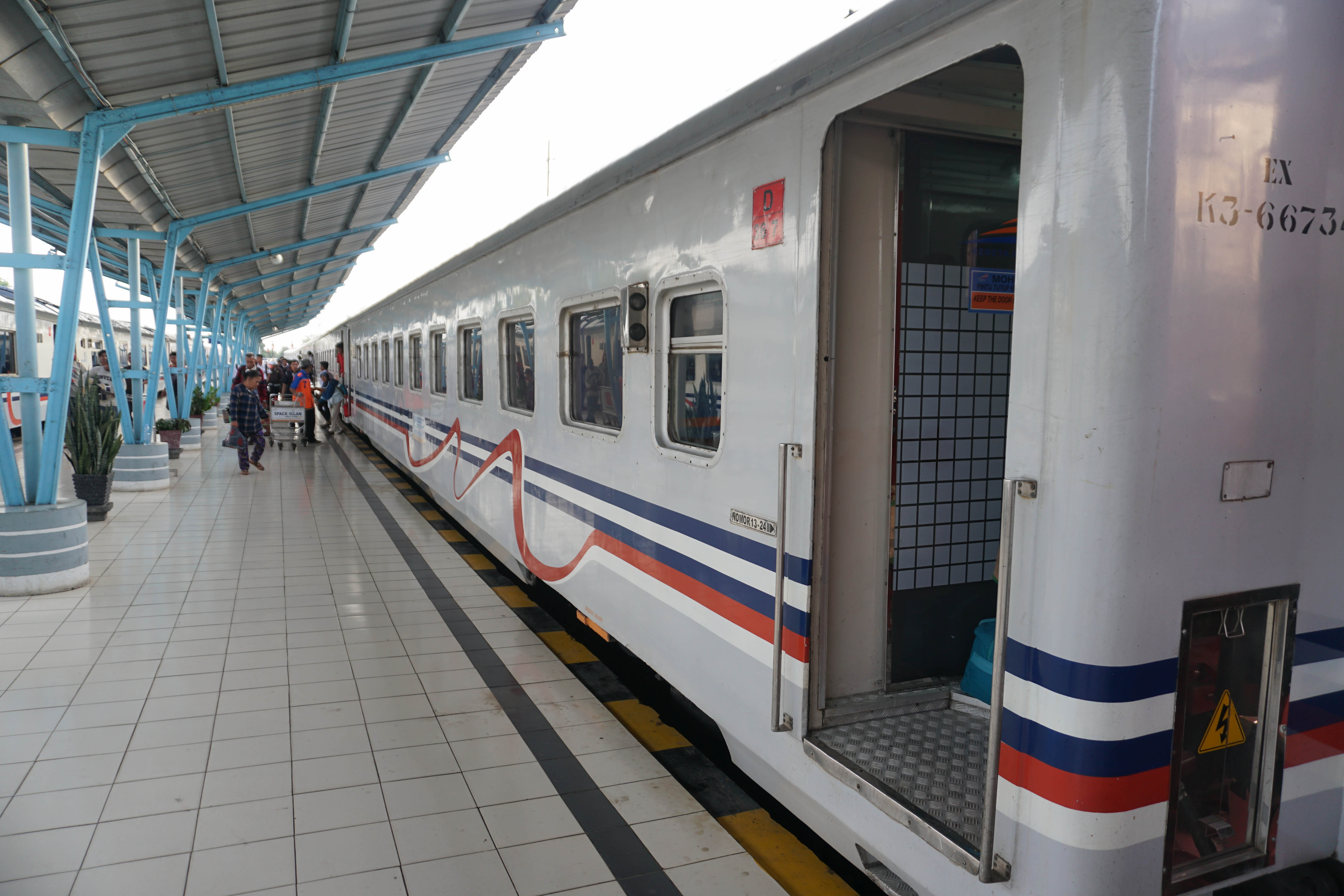
CW/BW 9000形客車

- CW/BW 9000形客車CW/BW 9000形（ワゴンバウ・ゲルリッツ製）
- K1 1967年形（ワゴンバウ・ゲルリッツ製）
- K2 1978年形（日本車輌製造製）
- K2/K3 1978年形（ゴーシャFOM製）
- K2 1980/1982年形（日本車輌製造製）
- K1 1984年形（アストラアラド製）
- K2 1985年形（INKA製）
- K3 1985/1986年形（INKA製）
- K2 1986年形（INKA製）K1 1964年形客車
- K1 1964年形（INKA製）

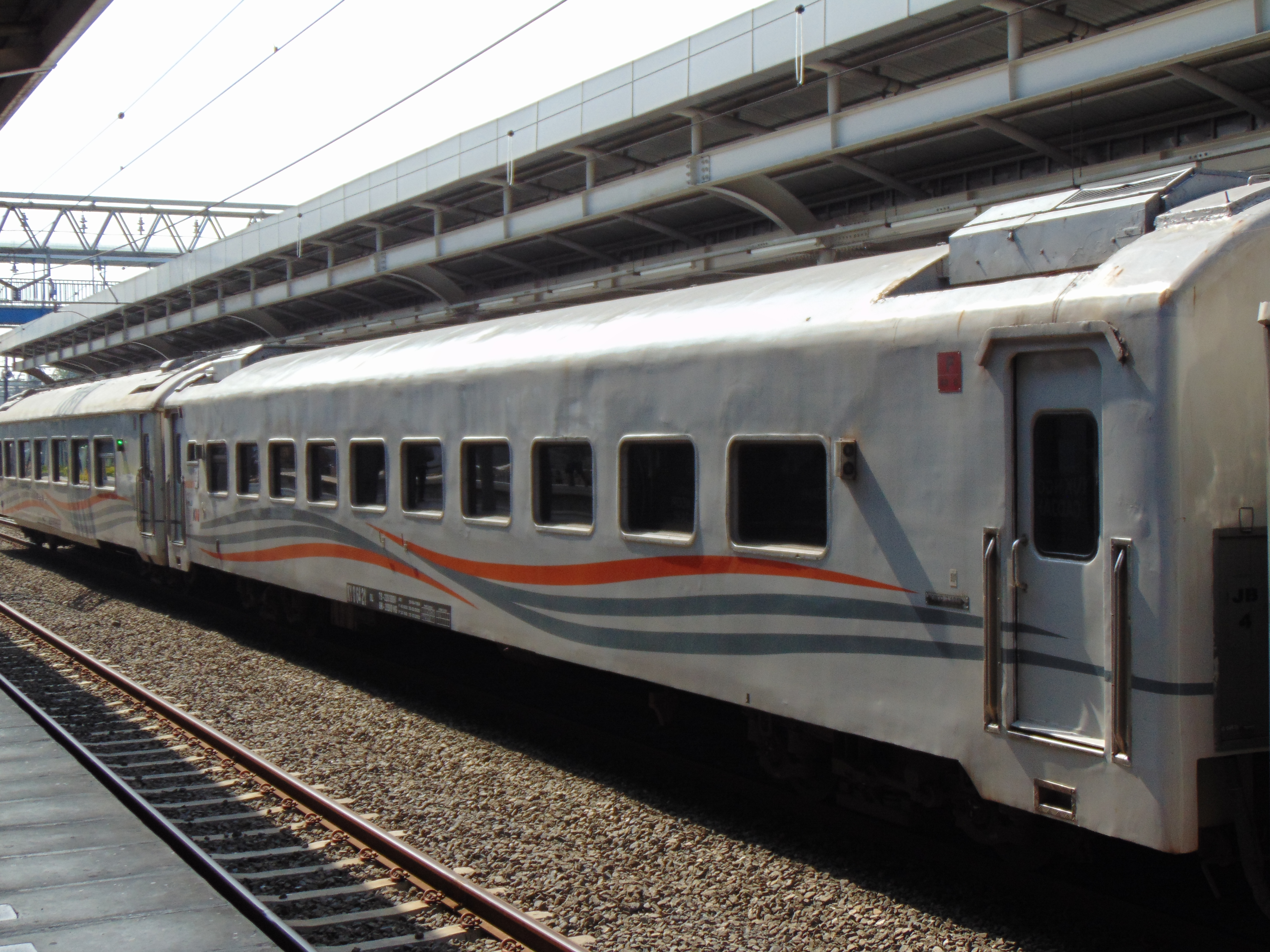
K1 1964年形客車

- K1 JS-950形・JB-250形（INKA製）
- K1 JSO-751形（INKA製）
- K2 1996年形（INKA製）
- K1 JS-852形（INKA製）
- K1 1998年形（INKA製）
- K1 1999年形（INKA製）
- K1 2001年形（INKA製）
- K1 2002年形（INKA製）
- K3 2006年形（INKA製）
- K1 2008年形（INKA製）
- K3 2008/2009年形 Nutrisari客（INKA製）K1 2016年形客車

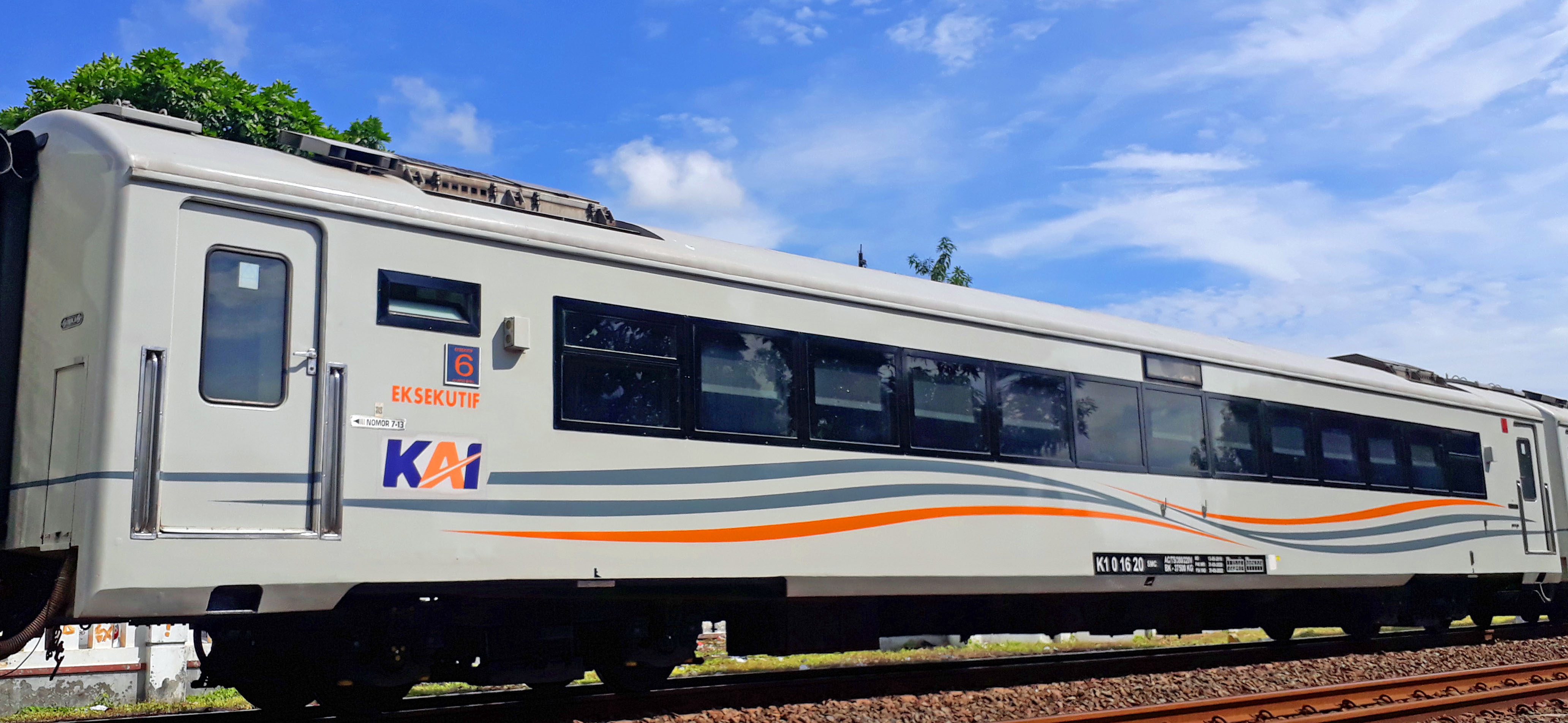
K1 2016年形客車

- K3 2008年形 Divre 2客車（INKA製）
- K3 Mini形客車（INKA製）
- K1 2009/2010年形 Airliner客車（INKA製）
- K3 AC形 Kemenhub客車（INKA製）
- K1 2016年形（INKA製）
- K3 2016年形（INKA製）
- K3 2017年形 プレミアム客車（INKA製）K1/K3 ステンレス客車(二世代)

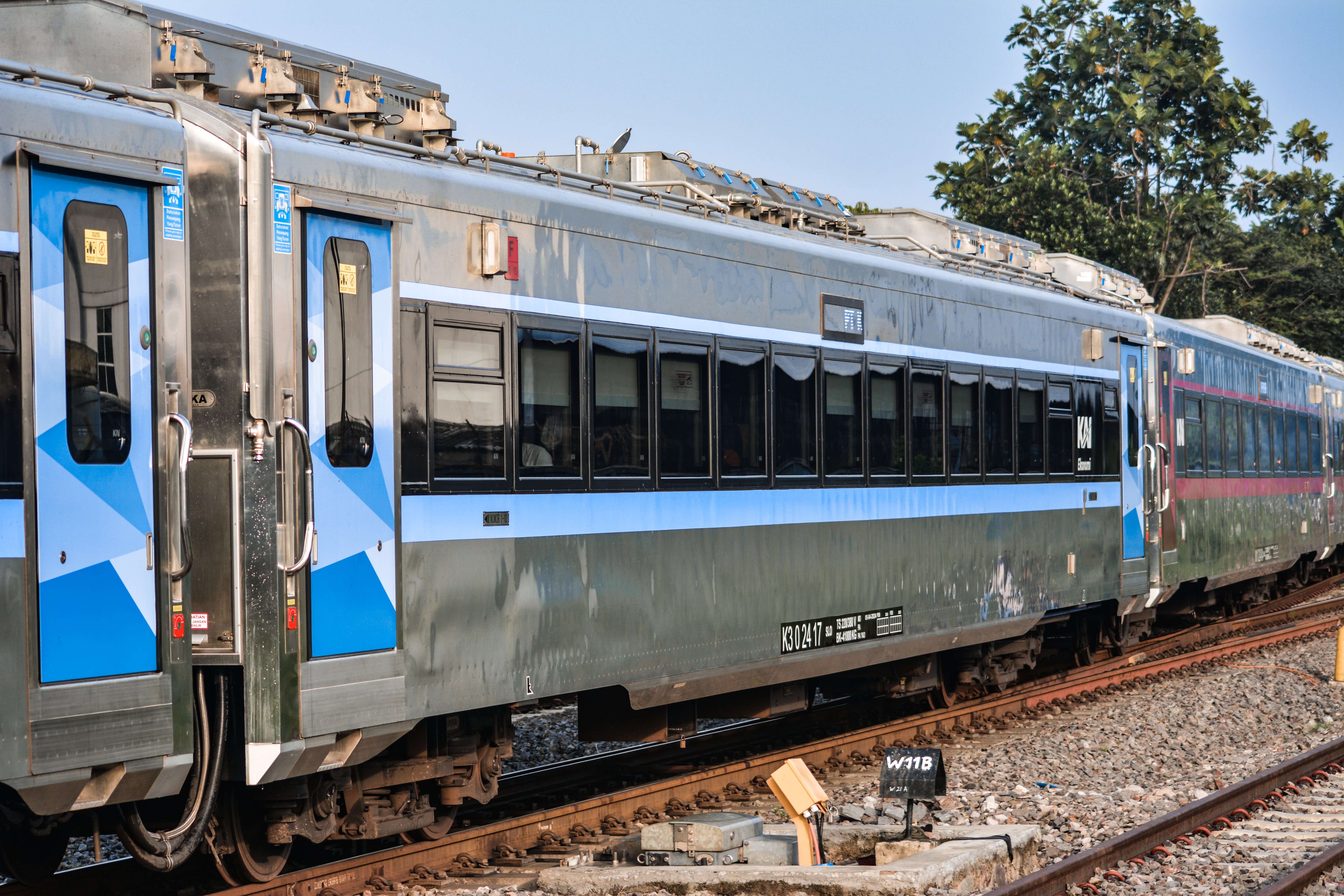
K1/K3 ステンレス客車(二世代)

- K1/K3 2018年形 ステンレス客車(一世代・INKA製）
- K1 スリーパー ラグジュアリー客車（INKA製）
- K1 パノラマ客車（INKA製）
- T1 コンパートメント スイート客車（INKA製）
- K1/K3 ステンレス客車(二世代・INKA製）
- K1 ラグジュアリー ニュージェネレーション客車（INKA製）

### 気動車

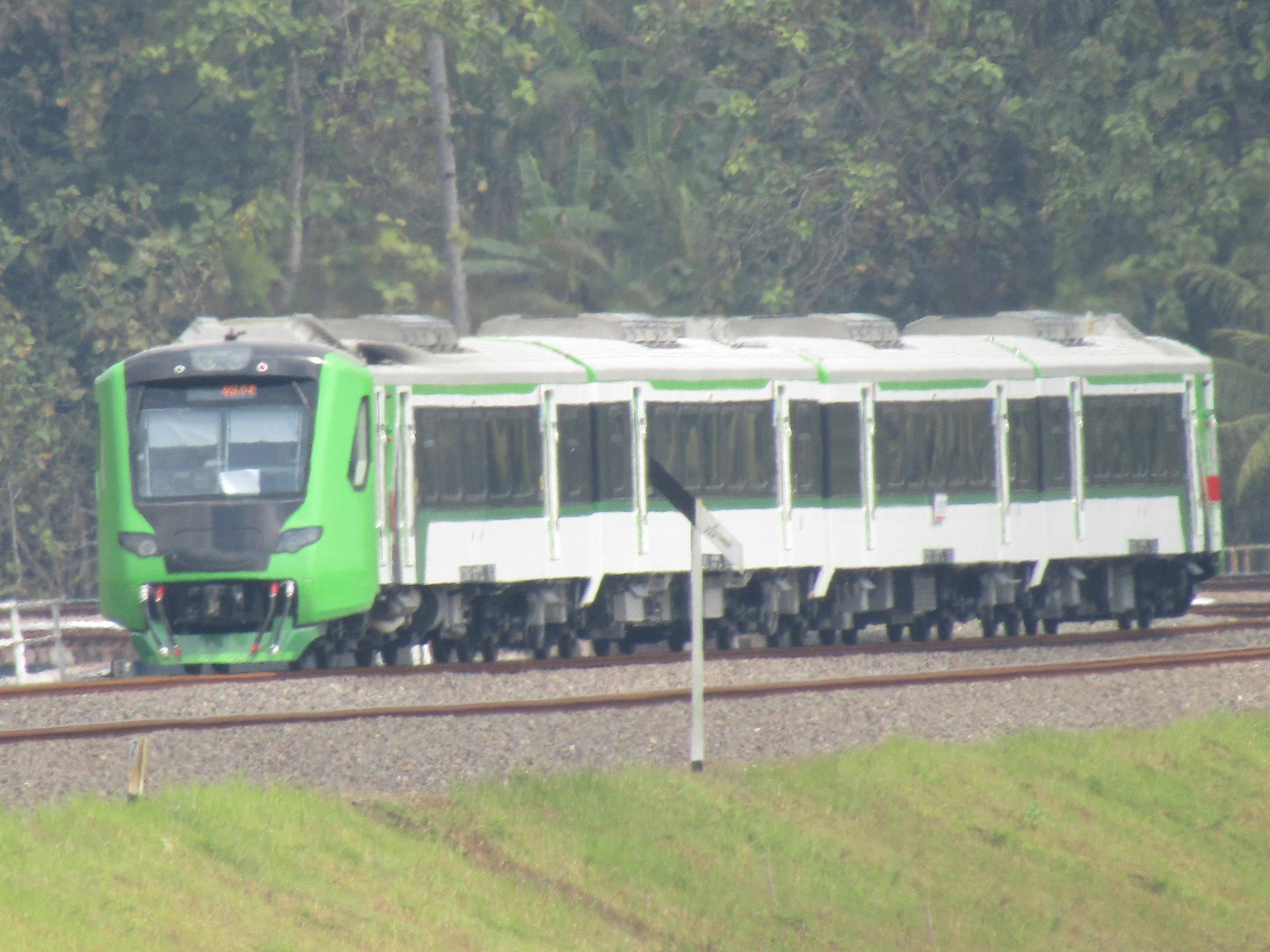
ME204形気動車

- MCDW300形（Glossing und Schöler GmbH製・Ferrostaal製）
- MBW300形（Glossing und Schöler GmbH製・Ferrostaal製）
- MCW104形（Beijnes製）
- MCW200形（Beijnes製）
- MCW301形（MH101形, 日本車輌製造製）
- MCW302形（MH101形, 日本車輌製造製）
- MH102形（KRDIシリーズ, INKA製）
- ME201形（KRDEシリーズ, 日本車輌製造製, INKA改造）
- ME202形（KRDEシリーズ, ABB・現代精工製, INKA改造）
- KRDE Woojin形 (KRDEシリーズ, 宇進産電製)
- ME204形（KRDEシリーズ, INKA製）
- レールバス車両（INKA製）(ケルタラヤ、バタラ・クリシュナ、レンバ・アナイ)

### 電車
(KAIコミューター・インドネシア高速鉄道・ジャボデベックLRT・パレンバンLRT所属車も含む）

#### KAIコミューター
- ESS 100/200/400形電車

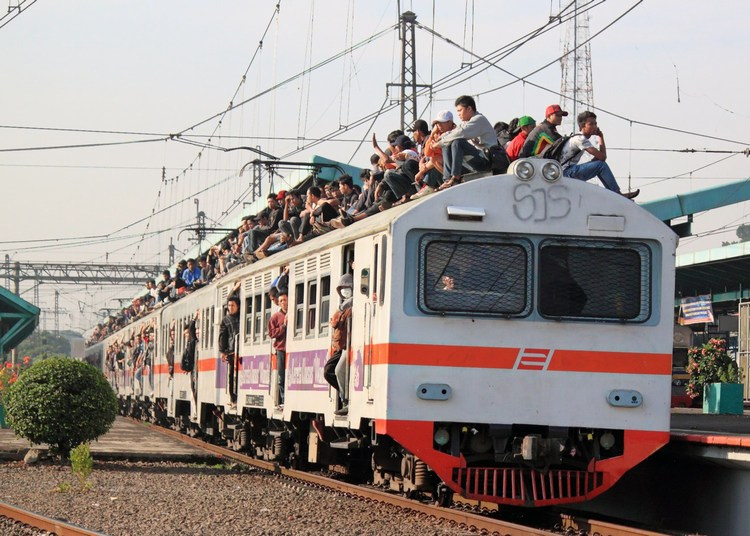
Rheostatik電車

- KL3-76/78/83/84形（Rheostatik電車）
- KL3-86/87形（ED101系・Rheostatik電車）
- KL3-92/93形（ABB-Hyundai電車）
- KL3-94/96/97/98/99/2000/2001形（BN-Holec電車）
- KL3-97形（Hitachi電車）
- Seri 05系（元東京地下鉄 05系）
- Seri 1000系（元東葉高速鉄道 1000系）
- Seri 7000系（元東京地下鉄 7000系）
- Seri 5000系（元東京地下鉄 5000系）

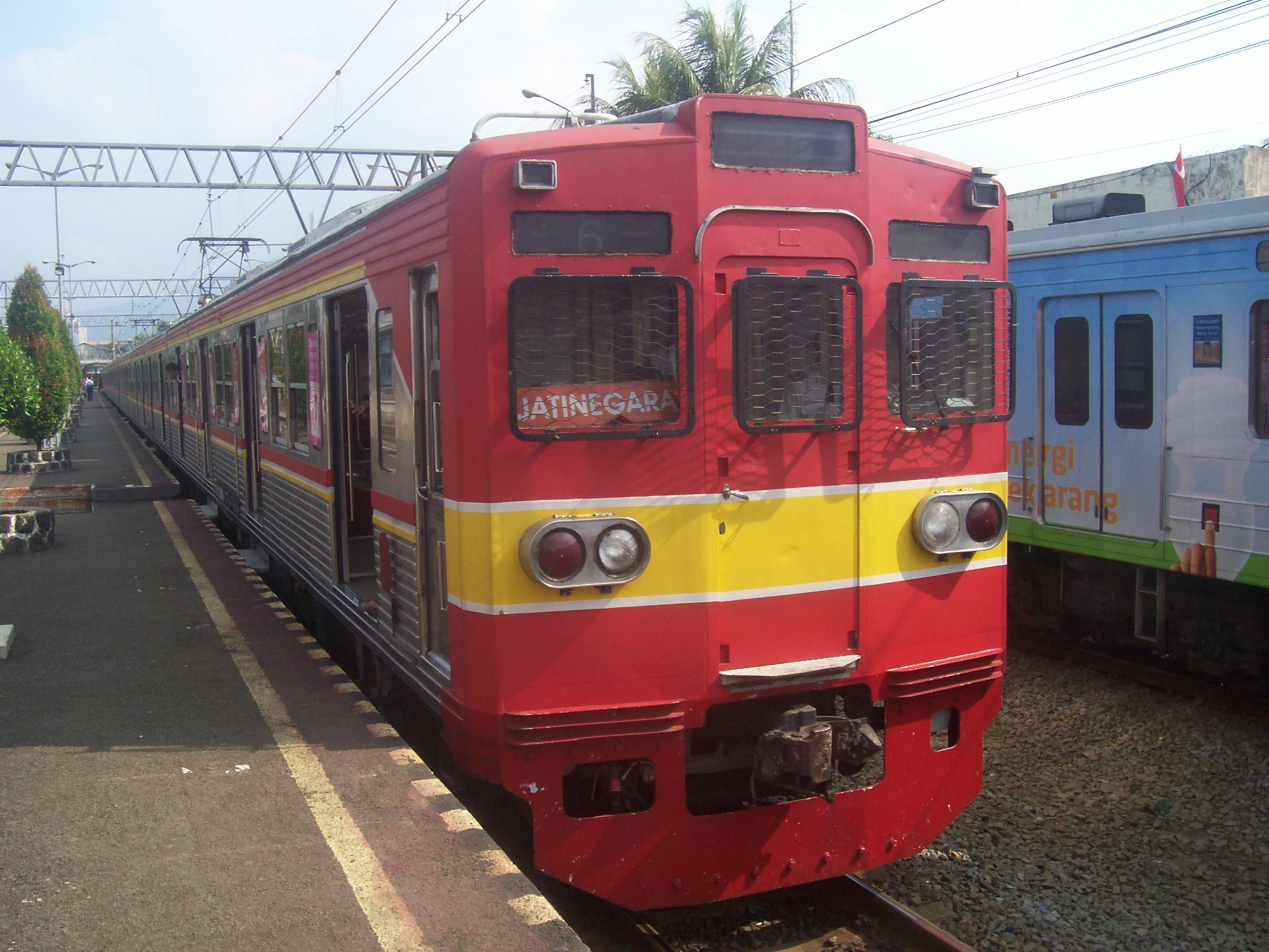
6000形電車(元東京都交通局 6000形)

- 6000形電車(元東京都交通局 6000形)Seri 6000形（元東京都交通局 6000形・Hibah）
- Seri 6000系（元東京地下鉄 6000系）
- Seri 8000系（元東急電鉄 8000系）
- Seri 8500系（元東急電鉄 8500系）
- Seri 103系（元東日本旅客鉄道 103系）
- Seri 203系（元東日本旅客鉄道 203系）
- Seri 205系（元東日本旅客鉄道 205系）
- EA201系（KRL-I系）（INKA製）
- EA202系（KfW I-9000系）（INKA製）
- EA203系（Basoetta）（INKA製）
- EA206系（CLI-125系・SFC120-V系）
- EA207系（CLI-225系）（INKA製）

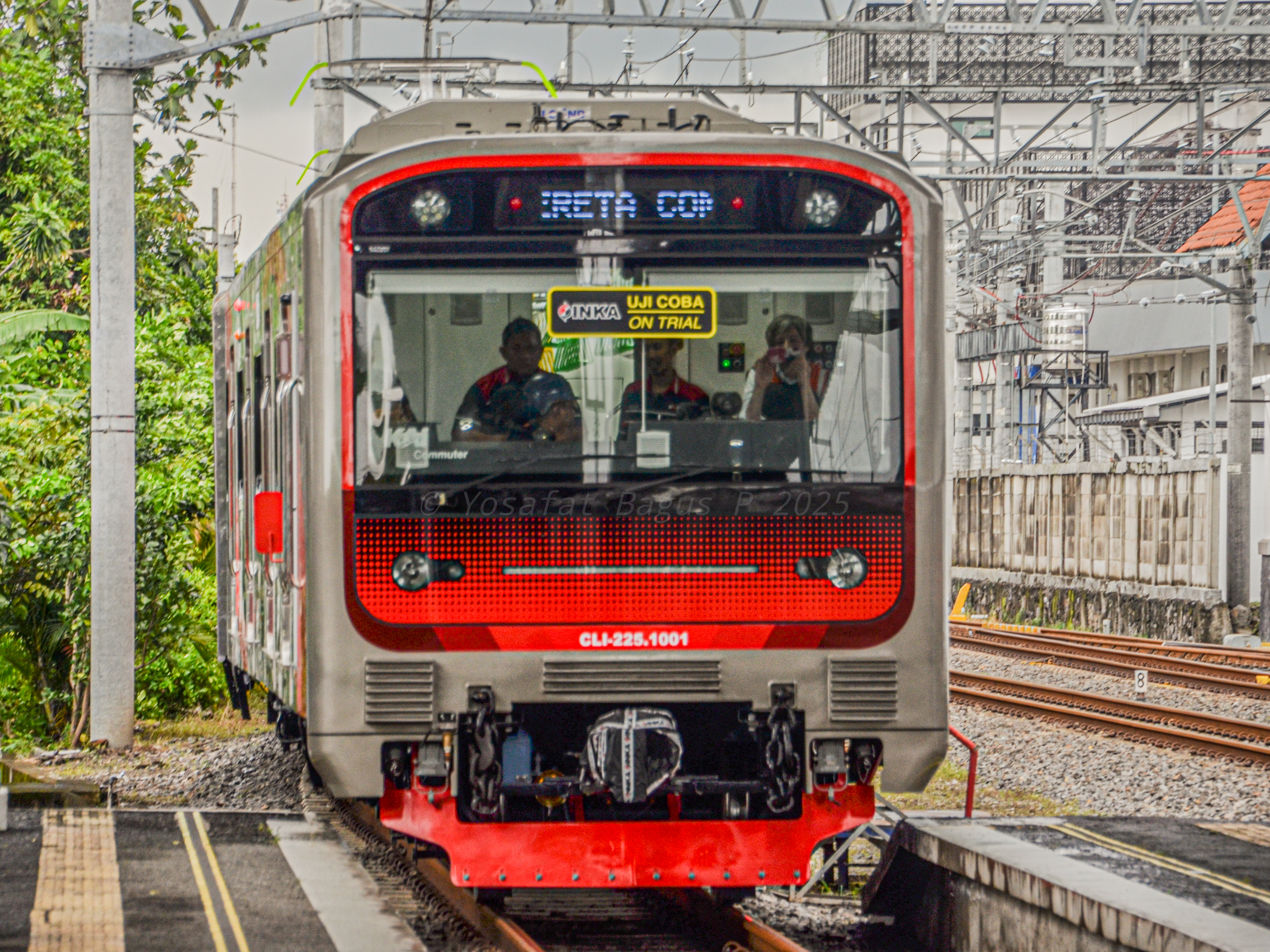
EA207系電車

#### インドネシア高速鉄道
- KCIC400AF型（CR400AF型）

#### ジャボデベックLRT
- INKA LRT Jabodebek電車（INKA製）

#### パレンバンLRT
- INKA LRT Palembang電車（INKA製）